# Liste des œuvres de Voltaire
Ce tableau donne un aperçu général de l'abondante production littéraire de Voltaire.
- Les œuvres sont celles procurées par l'édition des Œuvres complètes publiée par la Voltaire Foundation et l'Université d'Oxford, qui compte 203 volumes[1] (référencés OCV dans le tableau et dans les notes).
- La date des œuvres est celle retenue par cette édition.

| Date        | Titre | Genre                      | Volume OCV | Résumé |
| ----------- | --- | -------------------------- | ---------- | --- |
| 1761        | À Daphné, célèbre actrice. Épître traduite de l'anglais | Poème                      | 51B        | - Au prétexte d'une pièce de remerciements adressée à l'actrice principale de Tancrède, attaques contre Fréron, Lefranc de Pompignan, Joly de Fleury et Abraham Chaumeix, ennemis des Philosophes. - Texte sur ARTFL/Tout Voltaire |
| 1765        | À Mademoiselle Clairon | Poème                      | 60A        | - Vers enthousiastes adressés à l'actrice ayant tenu le rôle d'Électre dans Oreste. - Texte sur ARTFL/Tout Voltaire |
| 1714        | À Mademoiselle Duclos | Poème                      | 1B         | Narration, dédiée à la plus célèbre tragédienne de l'époque, des aventures amoureuses du marquis de Courcillon. |
| 1762        | À Monseigneur le Chancelier. Requête au roi en son conseil | Justice                    | 56B        | Deux pièces signées Donat Calas demandant justice et vérité pour son frère Pierre. - Texte sur ARTFL/Tout Voltaire |
| 1767        | A tellure omnia | Économie                   | 65A        | Réponse en latin au concours organisé par la Société libre d’économie pour l’encouragement de l’agriculture et de l’économie rustique en Russie. |
| 1767        | À Warburton | Polémique                  | 64         | Pamphlet non signé contre Warburton, coupable de ne pas partager l'interprétation voltairienne de certains textes bibliques. - Texte sur Wikisource |
| 1768        | A, B, C (L'), dix-sept dialogues traduits de l’anglais de Monsieur Huet                                                                                                | Philosophie                | 65A        | - Discussions entre A., libéral anglais ; B., républicain démocrate hollandais ; et C., aristocrate, sur la politique, la métaphysique et la religion. - Texte sur ARTFL/Tout Voltaire |
| 1734        | Adélaïde Du Guesclin | Théâtre                    | 10         | - Le duc de Vendôme, allié aux Anglais, vient de prendre Calais et veut épouser Adélaïde du Guesclin. Mais celle-ci aime le duc de Nemours, frère de Vendôme, qui veut le faire exécuter quand il découvre la vérité. Nemours a pris la tête des citoyens en révolte quand arrivent les troupes du roi. Vendôme brise son alliance avec les Anglais et laisse Nemours épouser Adélaïde. - Texte sur ARTFL/Tout Voltaire                                                          |
| 1769        | Adorateurs, ou les louanges de Dieu (Les) | Philosophie                | 70B        | - On ne peut nier l'existence d'un Être suprême, mais alors comment résoudre les questions du mal et de la mort ? - Texte sur ARTFL/Tout Voltaire |
| 1777-1778   | Agathocle | Théâtre                    | 80C        | - La paix qui vient d'être signée entre Syracuse et Carthage prévoit la libération des prisonniers. Les deux fils du tyran Agathocle refusent celle d'Ydace, car ils ont chacun des vues sur elle, et s'affrontent entre eux. - Texte sur Wikisource |
| 1733        | Alamire | Théâtre                    | 10         | - Transposition de l'intrigue d'Adélaïde du Guesclin dans la ville castillane d'Osma, au VIIIe siècle. - Texte sur ARTFL/Tout Voltaire |
| 1736        | Alzire, ou les Américains | Théâtre                    | 14         | - Alzire, fille d'un souverain indigène du Pérou, croyant que son bien-aimé Zamore est mort, se résout par devoir à épouser Gusman, le gouverneur espagnol. Mais Zamore, toujours vivant, attaque Lima et affronte Gusman. - Texte sur Wikisource |
| 1752        | Amélie ou le duc de Foix | Théâtre                    | 10         | - Duel fratricide au VIIIe siècle dans le pays de Foix. - Texte sur ARTFL/Tout Voltaire |
| 1711-1722   | Amulius et Numitor | Théâtre                    | 1A         | - 43 vers survivants d'un drame de jeunesse détruit par Voltaire. - Texte sur ARTFL/Tout Voltaire |
| 1765        | Anciens et les modernes, ou la toilette de Madame de Pompadour (Les)                                                                                                   | Philosophie                | 60A        | - Un savant et un duc éclairé expliquent à Tullia, fille de Cicéron, transportée au XVIIIe siècle, l'utilité des progrès accomplis depuis l'ère romaine. - Texte sur ARTFL/Tout Voltaire |
| 1767        | André Destouches à Siam | Politique                  | 62         | - Au détour d'une conversation fictive entre André Destouches et un commis du premier ministre de Siam, quolibets contre la coutume, la vente des charges, l'injustice institutionnalisée, et la cruauté des peines. - Texte sur ARTFL/Tout Voltaire |
| 1765        | Anecdote singulière sur le père Fouquet, ci-devant jésuite | Religion                   | 60A        | - Comment les Jésuites font enfermer un Chinois porteur de Mémoires contre eux. - Texte sur ARTFL/Tout Voltaire |
| 1767        | Anecdotes sur Bélisaire | Polémique                  | 63A        | - Ridiculisation des critiques du clergé contre le roman de Marmontel consacré à Bélisaire, interdit pour avoir posé la question du salut des païens vertueux, et plus généralement prôné la tolérance religieuse. - Texte sur Wikisource |
| 1760        | Anecdotes sur Fréron | Polémique                  | 50         | - Attaques de la personne et des œuvres de Fréron, traité tantôt de coquin, tantôt de crapaud. - Texte sur ARTFL/Tout Voltaire |
| 1759        | Anecdotes sur le czar Pierre le Grand | Histoire                   | 46         | - Pot-pourri laudatif d'épisodes de la vie de Pierre le Grand. - Texte sur ARTFL/Tout Voltaire |
| 1746        | Anecdotes sur Louis XIV | Histoire                   | 30C        | - Échos de la vie à la Cour, des relations avec les puissants d'Europe, et louanges du caractère et de la grandeur de Louis XIV. - Texte sur ARTFL/Tout Voltaire |
| 1753-1754   | Annales de l'Empire depuis Charlemagne | Histoire                   | 44A-44C    | - Récit chronologique des événements depuis Charlemagne, né en 742, jusqu'à Marie-Thérèse, en 1740. « Partout où il y a des troubles, il y a des crimes ; et l’histoire n’est que le tableau des troubles du monde. » - Texte sur Wikisource |
| 1739        | Anti-Giton (L') | Poème                      | 20A        | - Violente attaque contre l'abbé Desfontaines : « Accompagné de ses mignons fleuris […] mord son prochain et corrompt la jeunesse » - Texte sur Wikisource |
| 1740        | Anti-Machiavel (L') | Politique                  | 19         | - Préface à l'édition de L'Anti-Machiavel, texte de Frédéric II paru anonymement, louant l'auteur et critiquant les prises de position d'Amelot de La Houssaye dans sa traduction du Prince. - Préface sur Wikisource |
| 1765        | Apologie de la fable | Poème                      | 60A        | - « On chérira toujours les erreurs de la Grèce ; / Toujours Ovide charmera. / Si nos peuples nouveaux sont chrétiens à la messe, / Ils sont païens à l’opéra. » - Texte sur ARTFL/Tout Voltaire |
| 1761        | Appel à toutes les nations de l’Europe, des jugements d’un écrivain anglais ; ou manifeste au sujet des honneurs du pavillon entre les théâtres de Londres et de Paris | Critique littéraire        | 51B        | - Défense du théâtre français néoclassique contre l'enthousiasme grandissant en faveur des pièces de Shakespeare, donné comme supérieur à Corneille, et de celles de Thomas Otway, donné comme supérieur à Racine. - Texte sur ARTFL/Tout Voltaire |
| 1766        | Appel au public contre un recueil de prétendues lettres de Monsieur de Voltaire                                                                                        | Correspondance             | 60C        | - Protestation contre la publication d'un soi-disant recueil de lettres, appuyée sur des certificats rédigés par leurs destinataires certifiant leur falsification. - Texte sur Wikisource |
| 1761        | Ariste et Acrotal | Philosophie                | 49A        | - Acrotal avait traité les gens qui raisonnent de « peste d'un État ». Ariste lui fait convenir que jamais un philosophe n'a causé le moindre trouble dans la société. - Texte sur ARTFL/Tout Voltaire |
| 1720        | Artémire | Théâtre                    | 1A         | - Pallante, amoureux de la reine Artémire, lui propose de l'affranchir de la tyrannie de son mari Cassandre, roi de Macédoine, en l'assassinant. - Texte sur ARTFL/Tout Voltaire |
| 1775        | Article extrait du Mercure sur Mon dernier mot de Clément | Polémique                  | 77A        | - Attaque de Jean-Marie-Bernard Clément, qui avait pris à partie Boileau, les auteurs modernes et les philosophes. - Texte sur ARTFL/Tout Voltaire |
| 1764        | Articles extraits de la Gazette littéraire de l’Europe | Critique littéraire        | 58         | - 24 articles de critique littéraire anonymes pour la Gazette littéraire de l'Europe, dans lesquels Voltaire développe ses conceptions sur la traduction, la versification, le style, la nécessité de la tolérance et l'application de la méthode scientifique à l’étude de l’histoire. - 22 articles sur ARTFL/Tout Voltaire |
| 1777        | Articles extraits du Journal de politique et de littérature | Critique littéraire        | 80C        | - Critiques de : Tristram Shandy par Laurence Sterne ; De l'homme, par Jean-Paul Marat ; De la félicité publique par François-Jean de Chastellux ; Histoire véritable des temps fabuleux par Pierre-Marie-Stanislas Guerin du Rocher ; Mémoires politiques et militaires d'Adrien-Maurice de Noailles. - Texte sur ARTFL/Tout Voltaire |
| 1756        | Articles pour l'Encyclopédie | Lexicographie              | 33         | - 43 articles pour les lettres E, F et G de l'Encyclopédie. - Texte sur ARTFL/Tout Voltaire |
| 1760        | Articles pour le Dictionnaire de l’Académie | Lexicographie              | 33         | - 118 articles pour la lettre T du Dictionnaire de l'Académie. - Texte sur ARTFL/Tout Voltaire |
| 1760        | Assemblée des monosyllabes (L') (Les Pour, Les Que, Les Qui, Les Quoi, Les Oui, Les Non)                                                                               | Poèmes satiriques          | 51A        | - Attaques contre Le Franc de Pompignan qui, dans son discours de réception à l'Académie française, avait critiqué violemment les Philosophes. - Texte sur ARTFL/Tout Voltaire |
| 1736        | Au Prince royal de Prusse, sur l'usage de la science | Épître en vers             | 16         | - Ce que doit faire un Prince éclairé : « Fouler aux pieds la coupe de l'erreur / Des prélats courtisans confondre l'artifice, / Aux organes des lois enseigner la justice, / Éclairer le savant et soutenir le sage. » - Texte sur ARTFL/Tout Voltaire |
| 1774        | Au révérend père en Dieu messire Jean de Beauvais, créé par le feu roi Louis XV, évêque de Senez                                                                       | Histoire                   | 76         | - Réplique à l'évêque de Senez qui dans son éloge funèbre avait résumé le dix-huitième siècle à des attaques contre les principes de l'honneur, de la justice, de la vertu et de l''honnêteté naturelle. - Texte sur Wikisource |
| 1774        | Au roi en son conseil | Économie                   | 76         | - Requête afin que les bijoutiers suisses qui s'étaient installés dans le pays de Gex puissent travailler l'or à 18 carats, comme à Genève, et non pas à 20 carats, comme exigé en France. - Texte sur Wikisource |
| 1770        | Au Roi en son Conseil pour les sujets du Roi qui réclament la liberté de la France contre des moines bénédictins devenus chanoines de Saint-Claude en Franche-Comté    | Économie                   | 72         | - Mémoire contre la mainmorte rédigé par l'avocat Christin, et corrigé par Voltaire. - Texte sur ARTFL/Tout Voltaire |
| 1773        | Aventure de la mémoire | Fable                      | 75A        | - Les Muses, filles de Mnémosyne, privent les hommes de la mémoire, afin de leur prouver que sans les sens il n’y en a point, et que sans la mémoire il n’y a point d’esprit, contrairement à ce que soutiennent les jésuites et les jansénistes. - Texte sur Wikisource |
| 1766        | Aventure indienne | Conte                      | 60B        | - Pythagore, en voyage aux Indes, prend conscience de la cruauté de la nature, et des ravages du fanatisme religieux. Apologie du végétarisme : « Cette admirable loi par laquelle il est défendu de manger les animaux nos semblables. » - Texte sur Wikisource |
| 1768        | Avertissement de l’édition du théâtre de 1768 | Critique littéraire        | 66         | - Indignation à la troisième personne des modifications faites aux texte des pièces par leurs acteurs, fautes reprises ensuite dans les éditions imprimées. - Texte sur ARTFL/Tout Voltaire |
| 1767-1768   | Avis à tous les orientaux | Religion                   | 70A        | - Sous la forme d'un édit turc, dénonciation des dogmes catholiques (« comble de la démence »), des massacres commis en leur nom, et des jésuites. - Texte sur Wikisource |
| 1766        | Avis au public sur les parricides imputés aux Calas et aux Sirven | Justice                    | 61A        | - Après un rappel de l'affaire Calas et un exposé de l'affaire Sirven, réflexion sur le fanatisme religieux et son usage de l'appareil judiciaire, puis affirmation du principe que seule la tolérance peut rendre la société supportable. - Texte sur ARTFL/Tout Voltaire |
| 1764        | Azolan | Conte en vers              | 57B        | - Au détour d'une histoire soi-disant musulmane, critique du célibat ecclésiastique et des vocations religieuses intéressées. - Texte sur Wikisource |
| 1762        | Balance égale | Religion                   | 56A        | - Après l'interdiction faite aux jésuites d'enseigner, il faut tenir balance égale entre les jansénistes et les molinistes, comme on veut la tenir entre les nations. - Texte sur ARTFL/Tout Voltaire |
| 1768        | Baron d’Otrante (Le), opéra buffa | Théâtre                    | 66         | - Des corsaires turcs ont envahi le royaume d'Otrante et réduit son baron à l'état de muletier. Sa cousine Irène, que le turc Abdalla veut épouser, demande quelques jours de réflexion, et en profite pour appeler à l'aide. - Texte sur ARTFL/Tout Voltaire |
| 1772        | Bégueule (La) | Conte en vers              | 74A        | - Avoir tous ses désirs exaucés par une fée ne résout pas l'insatisfaction, même et surtout quand on est bégueule. - Texte sur Wikisource |
| 1776        | Bible enfin expliquée par plusieurs aumôniers de S.M.L.R.D.P (La) | Religion                   | 79A        | - Relevé des contradictions, faits invraisemblables et anachronismes des récits bibliques, qui ne peuvent de ce fait avoir une autorité théologique ou morale. - Texte sur Wikisource |
| 1764        | Blanc et le noir (Le) | Conte                      | 57B        | - Rustan voulait épouser la princesse du Cachemire. Au moment de mourir il se demande lequel, de son bon et de son mauvais génie, lui a finalement été le plus favorable. Mais peut-être a-t-il rêvé tout cela ? - Texte sur Wikisource |
| 1730        | Brutus, tragédie | Théâtre                    | 5          | - En 509 av. J.-C., Brutus, fondateur de la république romaine, fait exécuter ses deux fils, coupables d'avoir voulu, avec Tarquin, rétablir la royauté. - Texte sur Wikisource |
| 1772        | Cabales (Les) | Poème                      | 74B        | - Évocation des cabales contre les pièces de théâtre, des Parlements, de la Fronde, des finances du royaume, des convulsionnaires de Saint-Médard, de l'Être suprême et des sages de l'antiquité. - Texte sur Wikisource |
| 1724        | Cadenas (Le) | Conte en vers              | 1B         | - À propos de ceintures de chasteté. - Texte sur Wikisource |
| 1759        | Candide, ou l’optimisme | Conte                      | 48         | - Burlesques aventures de Candide, lancé, avec ses compagnons philosophes Pangloss et Martin, à la poursuite de sa maîtresse Cunégonde. - Texte sur Wikisource |
| 1769        | Canonisation de saint Cucufin (La) | Religion                   | 70A        | - Dénonciation de l'absurdité des canonisations, du coût pour les paysans du jour chômé obligatoire lors des cérémonies, de l'inanité des soi-disant mérites des saints, avec en préambule une dissertation sur le monothéisme. - Texte sur ARTFL/Tout Voltaire |
| 1761        | Car (Les), Ah ah (Les) | Polémique                  | 51B        | - Attaques non signées contre Le Franc de Pompignan, auteur d'un Éloge historique de Monseigneur le duc de Bourgogne dans lequel il critique « la fausse et aveugle philosophie qui règne en France, les esprits gâtés par des opinions dangereuses. » - Texte sur ARTFL/Tout Voltaire |
|             | Carnets de notes | Varia                      | 81-82      | - Nombreuses notes éparses et brouillons de poèmes, sur carnets ou feuilles éparses, une partie en anglais, italien ou latin. - Texte sur ARTFL/Tout Voltaire - édition des Pensées et remarques |
| 1763        | Catéchisme de l’honnête homme, ou dialogue entre un caloyer et un homme de bien                                                                                        | Religion                   | 57A        | - Critique des traditions de l'Église, contradictoires avec la religion de Jésus-Christ, ; affirmation d'une morale universelle ; souhait d'une religion pure et raisonnable, qui ne soit ni superstitieuse ni barbare. - Le Dictionnaire de théologie catholique l'attribue à l'abbé Laurent François. - Texte sur Wikisource |
| 1764        | Ce qui plaît aux dames | Conte en vers              | 57B        | - « Mais fille ou femme, ou veuve, ou laide, ou belle / Ou pauvre, ou riche, ou galante, ou cruelle, / La nuit, le jour, veut être à mon avis, / Tant qu'elle peut la maîtresse au logis. » - Texte sur Wikisource |
| 1767        | Charlot, ou La comtesse de Givry | Théâtre                    | 61B        | - Henri IV doit venir assister aux noces du grossier marquis et de Julie. Mais celle-ci est amoureuse du gentil Charlot, élevé par la même nourrisse. Lors d'une dispute, Charlot tue le marquis. Mais la nourrisse ayant substitué les enfants à leur naissance, c'est un vrai marquis que va épouser Julie, avec la bénédiction du roi. - Texte sur ARTFL/Tout Voltaire |
| 1761        | Chevaux et les ânes (Les), ou étrennes aux sots | Poème satirique            | 51B        | - Satire des artistes médiocres, ânes qui doivent être bien distingués des coursiers : « Les vrais talents se taisent, ou s'enfuient, / Découragés des dégoûts qu'ils essuient, / Les faux talents sont hardis, effrontés, / Souples, adroits, et jamais rebutés. » - Texte sur ARTFL/Tout Voltaire |
| 1769        | Cinquième Homélie prononcée à Londres | Religion                   | 70A        | - Ironie sur la scolastique à propos de l'Eucharistie, appel à une « communauté de charité, de bienfaisance, de tolérance, de toutes les vertus sociales » afin de « rechercher la justice plus que la lumière, et tolérer tout le monde afin que nous soyons tolérés. » - Texte sur ARTFL/Tout Voltaire |
| 1716        | Cocuage (Le) | Conte en vers              | 1B         | - De l'infidélité comme vertu. - Texte sur Wikisource |
| 1768        | Colimaçons du révérend père l'Escarbotier (Les) | Sciences                   | 65B        | - Compte rendu d'expériences sur la régénération des têtes de limaçons et leurs conséquences métaphysiques, puis argumentation contre les positions de Buffon quant à la formation des montagnes par le flux et le reflux de la mer. - Texte sur ARTFL/Tout Voltaire |
| 1769        | Collection d’anciens évangiles | Religion                   | 69         | - Compilation d'extraits d'évangiles apocryphes et de textes datant du christianisme primitif, accompagnés de notes plus ou moins polémiques. - Texte sur ARTFL/Tout Voltaire |
| 1765        | Collection de lettres sur les miracles | Religion                   | 60D        | - Mise en pièces des miracles rapportés par le Nouveau Testament, accompagnée de quolibets envers les expériences de Needham concluant à la génération spontanée. - Texte sur Wikisource |
| 1776        | Commentaire historique sur les œuvres de l’auteur de La Henriade | Autobiographie             | 78B-78C    | - Autobiographie à la troisième personne. - Texte sur ARTFL/Tout Voltaire |
| 1777        | Commentaire sur L’Esprit des lois de Montesquieu | Politique                  | 80B        | - Louanges du style et de la probité de Montesquieu, assorties de critiques portant le plus souvent sur les sources historiques utilisées pour L'Esprit des lois. - Texte sur ARTFL/Tout Voltaire |
| 1766        | Commentaire sur le livre Des délits et des peines | Droit                      | 61A        | - À partir de quelques points soulevés par Beccaria dans son livre, réflexions sur l'arbitraire, la pertinence et la proportionnalité des peines, l'humanité et la justice de la loi. - Texte sur Wikisource |
| 1751        | Commentaire sur le poème de Frédéric II, L’Art de la guerre | Critique littéraire        | 32B        | - Corrections historiques, grammaticales et stylistiques, accompagnées de considérations plus générales sur l'art poétique. - Texte sur ARTFL/Tout Voltaire |
| 1764        | Commentaires sur Corneille | Critique littéraire        | 53-55      | - Une multitude d'annotations de chacune des pièces de Corneille, le plus souvent vers par vers, sur le style, la grammaire, et les enjeux théâtraux. La même démarche est appliquée aux pièces de Thomas Corneille et à Jules César, de Shakespeare. - Texte sur ARTFL/Tout Voltaire |
| 1749        | Compliment fait au roi par Monsieur le maréchal duc de Richelieu | Discours                   | 30C        | - Discours écrit pour Richelieu, qui le prononça le 21 février 1749 lors de la réception de l'Académie Française par Louis XV pour célébrer le traité d'Aix-la-Chapelle. - Texte sur ARTFL/Tout Voltaire |
| 1763        | Compliment prononcé à l’ouverture du Théâtre-Français, le 11 avril 1763 [attribué à Voltaire]                                                                          | Discours                   | 57A        | - Discours prononcé par Mademoiselle Doligny en l'honneur de Mademoiselle Gaussin et de Mademoiselle Dangeville. - Texte sur ARTFL/Tout Voltaire |
| 1734        | Comte de Boursoufle (Le), comédie | Théâtre                    | 14         | - Quel comte de Boursoufle mademoiselle Thérèse épousera-t-elle ? L'aîné qui est fat mais qui roule carrosse, ou le cadet, sans argent mais bien de sa personne ? - Texte sur ARTFL/Tout Voltaire |
| 1735        | Comte de Boursoufle (Le), conte | Conte                      | 14         | - Boursoufle se perfectionne dans l'art d'être un sot. - Texte sur ARTFL/Tout Voltaire |
| 1738-1739   | Conseils à un journaliste | Politique                  | 20A        | - Définition du journaliste, qui devrait être « un savant et un amateur de littérature, un homme de cabinet et un mondain, un critique et un écrivain. » Au passage, réglements de comptes avec l'abbé Desfontaines, Jean-Baptiste Rousseau et Hyacinthe Cordonnier. - Texte sur ARTFL/Tout Voltaire |
| 1765        | Conformez-vous aux temps | Politique                  | 60A        | - Appel aux puissants pour qu'ils acceptent le progrès et la raison. - Texte sur ARTFL/Tout Voltaire |
| 1742        | Conseils à Monsieur Racine sur son poème de La Religion, par un amateur des belles-lettres                                                                             | Polémique                  | 20C        | - Critique littéraire et théologique du poème de Louis Racine, La Religion et de son point de vue janséniste. - Texte sur ARTFL/Tout Voltaire |
| 1738        | Conseils de Voltaire à Helvétius sur la composition et sur le choix du sujet d’une épître morale                                                                       | Critique littéraire        | 18C        | - Douze règles de composition littéraire, applicables au-delà des épîtres. - Texte sur Wikisource |
| 1768        | Conseils raisonnables à Monsieur Bergier, pour la défense du christianisme. Par une société de bacheliers en théologie                                                 | Religion                   | 65C        | - Réponse grinçante à la Certitude des preuves du Christianisme de l'abbé Bergier, avec le relevé de quelques perles, comme l'affirmation que l'on ne doit pas la Saint-Barthélemy à la religion catholique. - Texte sur ARTFL/Tout Voltaire |
| 1764        | Contes de Guillaume Vadé | Recueil                    | 57B        | - Recueil composite de contes et autres textes. - Préface sur ARTFL/Tout Voltaire |
| 1765        | Conversation de Lucien, d’Érasme et de Rabelais, dans les Champs-Élysées                                                                                               | Philosophie                | 60A        | - Éloge de la satire et de l'ironie dans le combat philosophique. - Texte sur Wikisource |
| 1761        | Conversation de M. l’intendant des Menus avec M. l’abbé Grizel | Religion                   | 51B        | - Critique de l'excommunication des comédiens, de l'influence des jansénistes, et liste des contradictions de ce monde. - Texte sur Wikisource |
| 1711-1778   | Correspondance | Correspondance             | 85-134     | La correspondance de Voltaire rassemble un total de 15 000 lettres- Correspondance en ligne sur Electronic Enlightment (accès restreint) - Extraits de la Correspondance sur Wikisource |
| 1768-1769   | Correspondance avec Jean-Pierre Biord, évêque d'Annecy [Confession de foi de M. de Voltaire]                                                                           | Religion                   | 70B        | - Échange aigre-doux de correspondance, à la suite du sermon sur le vol prononcé dans l'église de Ferney à Pâques 1768. - Lettre de 1768 sur ARTFL/Tout Voltaire - Lettre de 1769 sur ARTFL/Tout Voltaire |
| 1714-1715   | Cosi-Sancta | Conte                      | 1B         | - Tromper son mari pour le sauver, en même temps que son fils et son frère, est un petit mal pour un grand bien. - Texte sur Wikisource |
| 1771        | Coutume de Franche-Comté, sur l’esclavage imposé à des citoyens par une vieille coutume                                                                                | Économie                   | 73         | - Commentaire du traité De la mainmorte et des retraits de Dunod de Charnage. - Texte sur ARTFL/Tout Voltaire |
| 1736        | Crépinade (La) | Poème satirique            | 16         | - Féroce attaque de Jean-Baptiste Rousseau, qui venait d'accuser Voltaire de propagande anti-religieuse. - Texte sur ARTFL/Tout Voltaire |
| 1769        | Cri des nations (Le) | Religion                   | 70A        | - Dénonciation de l'autorité temporelle des papes ainsi que des taxes qu'ils perçoivent, telles que les annates ou la vente des dispenses. - Texte sur ARTFL/Tout Voltaire |
| 1775        | Cri du sang innocent (Le) | Polémique                  | 77A        | - Requête à Louis XVI demandant la grâce de Gaillard d'Etallonde, condamné à mort par contumace en même temps que le chevalier de la Barre. - Texte sur Wikisource |
| 1707-1722   | Crocheteur borgne (Le) | Conte                      | 1B         | - « Nos deux yeux ne rendent pas notre condition meilleure ; l'un nous sert à voir les biens, et l'autre les maux de la vie ; bien des gens ont la mauvaise habitude de fermer le premier, et bien peu ferment le second. » - Texte sur Wikisource |
| 1756        | D'Ovide | Politique                  | 45B        | - Violente critique de l'exil d'Ovide ordonné par Auguste, mais aussi dénonciation des flatteries de ce dernier dans l'espoir d'être gracié. Approbation des conceptions d'Ovide sur l'homogénéité initiale de la matière. - Texte sur ARTFL/Tout Voltaire |
| 1756        | De Constantin | Histoire                   | 45B        | - Résumé facétieux du règne de l'empereur romain Constantin. - Texte sur ARTFL/Tout Voltaire |
| 1748        | De Cromwell | Histoire                   | 30C        | - Anecdotes sur la vie de Cromwell : « Il fut d'abord enthousiaste et ensuite fit servir son fanatisme même à sa grandeur. Un novice fervent à vingt ans devient souvent un fripon à quarante. On commence par être dupe et on finit par être fripon dans le grand jeu de la vie humaine. » - Texte sur ARTFL/Tout Voltaire |
| 1756        | De Dioclétien | Histoire                   | 45B        | - Résumé facétieux du règne de l'empereur romain Dioclétien. - Texte sur ARTFL/Tout Voltaire |
| 1756        | De Julien | Histoire                   | 45B        | - Résumé laudatif du règne de l'empereur romain Julien, et de son rejet du christianisme. - Texte sur ARTFL/Tout Voltaire |
| 1748        | De l’Alcoran et de Mahomet | Religion                   | 20B        | - Développement de la phrase introductive : « C'était un sublime et hardi charlatan que ce Mahomet.» - Texte sur ARTFL/Tout Voltaire |
| 1775        | De l’âme. Par Soranus, médecin de Trajan | Philosophie                | 76         | - Essai sur la nature de Dieu : « La plus grande des probabilités, et la plus ressemblante à une certitude, est qu'il existe un Être suprême et puissant, invisible pour nous. » ; et sur la nature de l'âme : « Tout le monde convient qu'elle est matérielle. Et si elle l'est, on doit croire qu'elle est périssable. » - Texte sur Wikisource |
| 1756        | De l’astrologie | Sciences                   | 45B        | - Affirmation qu'après avoir été longtemps crédules, les hommes ont fini par en être détrompés. - Texte sur ARTFL/Tout Voltaire |
| 1765        | De l’antiquité du dogme de l’immortalité de l’âme | Religion                   | 60A        | - Histoire de la doctrine de l'immortalité de l'âme, avec la remarque que cette notion ne figure pas dans l'enseignement de Moïse. - Texte sur ARTFL/Tout Voltaire |
| 1774        | De l'Encyclopédie | Satire                     | 43         | - Louis XV, qui l'a pourtant interdite, s'aperçoit de l'utilité de l'Encyclopédie. - Texte sur ARTFL/Tout Voltaire |
| 1764        | De l'histoire | Histoire                   | 57B        | - L'histoire, en particulier l'histoire ancienne, est un recueil de fables que la raison ne saurait accepter. - Texte sur ARTFL/Tout Voltaire |
| 1765        | De l'horrible danger de la lecture | Satire                     | 60A        | - Défense de la liberté de penser et d'imprimer. - Texte sur Wikisource |
| 1765        | De l’utilité de l’histoire | Histoire                   | 60A        | - Des avantages que les hommes d'État peuvent tirer de l'étude de l'histoire. - Texte sur ARTFL/Tout Voltaire |
| 1756        | De la chimère du souverain bien | Philosophie                | 45B        | - Le bonheur ne peut être continu, ne peut être mesuré, et ne peut être comparé. - Texte sur ARTFL/Tout Voltaire |
| 1765        | De la frivolité | Philosophie                | 60A        | - « Mortels, voulez-vous tolérer la vie ? Oubliez et jouissez. » - Texte sur ARTFL/Tout Voltaire |
| 1738        | De la gloire, ou entretien avec un Chinois | Philosophie                | 18A        | - De la petitesse de nos prétendues gloires, inconnues dans la plus grande partie du globe. - Texte sur ARTFL/Tout Voltaire |
| 1767        | De la liberté de conscience | Philosophie                | 63B        | - Conversation entre un jésuite et un industriel anabaptiste : d'un côté dogme, fanatisme, soumission à l'autorité papale ; de l'autre, modernité, tolérance et amélioration de la condition humaine par le travail. - Texte sur ARTFL/Tout Voltaire |
| 1765        | De la liberté d’imprimer | Politique                  | 60A        | - « Un livre vous déplaît-il ? réfutez-le ; vous ennuie-t-il ? ne le lisez pas. » - Texte sur ARTFL/Tout Voltaire |
| 1756        | De la magie | Philosophie                | 45B        | - Les magiciens ne peuvent avoir existé que dans le passé. - Texte sur ARTFL/Tout Voltaire |
| 1774        | De la mort de Louis XV, et de la fatalité | Sciences                   | 76         | - Au prétexte de la mort de Louis XV, plaidoyer en faveur de l'inoculation contre la variole. - Texte sur Wikisource |
| 1761        | De la nation française | Histoire                   | 52         | - Synthèse de l'histoire de France du point de vue du caractère du peuple français, et longue dissertation sur la langue française. - Texte sur ARTFL/Tout Voltaire |
| 1769        | De la paix perpétuelle | Politique                  | 70B        | - Profession de foi : « La seule paix perpétuelle qui puisse être établie chez les hommes est la tolérance. » Longues attaques contre l'intolérance de la religion chrétienne, source de guerre et de massacres. - Texte sur Wikisource |
| 1765        | De Pierre le Grand, et de Jean-Jacques Rousseau | Politique                  | 60A        | - Défense de Pierre le Grand, considéré comme un réformateur éclairé, et attaque de Rousseau, qui disqualifie sa politique. - Texte sur ARTFL/Tout Voltaire |
| 1756        | De Socrate | Philosophie                | 45B        | - Socrate, comme Confucius ou Pythagore, aimait la vertu pour elle-même, et ne but la ciguë que pour avoir parlé en faveur de l'unité de Dieu. - Texte sur ARTFL/Tout Voltaire |
| 1759        | Des allégories | Critique littéraire        | 49A        | - Discussion de la place à accorder dans la littérature aux allégories et mythes anciens. - Texte sur ARTFL/Tout Voltaire |
| 1765        | Des arrêts de mort | Droit                      | 60A        | - Critique des aléas historiques et de l'inconstance gouvernant les condamnations à la peine capitale. - Texte sur ARTFL/Tout Voltaire |
| 1765        | Des avocats | Droit                      | 60A        | - Du corporatisme borné des avocats. - Texte sur ARTFL/Tout Voltaire |
| 1752        | Des cérémonies | Politique                  | 32A        | - « À mesure que les pays sont barbares, ou que les cours sont faibles, le cérémonial est plus en vogue. La vraie puissance et la vraie politesse dédaignent la vanité. » - Texte sur ARTFL/Tout Voltaire |
| 1766        | Des conspirations contre les peuples, ou des proscriptions | Histoire                   | 61B        | - Relevé des nombreux massacres qu'a connu l'histoire, tant dans l'ancien monde que dans le nouveau. Avec une lueur d'espoir : « C’est à la philosophie, qui fait aujourd’hui tant de progrès, d’adoucir les mœurs des hommes ; c’est à notre siècle de réparer les crimes des siècles passés. » - Texte sur Wikisource |
| 1749        | Des embellissements de la ville de Cachemire | Économie                   | 31B        | - Dialogue entre un philosophe et un Bostangi à propos du financement des grands travaux, mis en rapport avec le coût d'une armée et l'improductivité des 120.000 membres du clergé que compte le royaume. - Texte sur ARTFL/Tout Voltaire |
| 1749        | Des embellissements de Paris | Économie                   | 31B        | - Appel à embellir Paris, assorti d'une étude économique des actions proposées, qui seraient principalement fiancées par les habitants. - Texte sur ARTFL/Tout Voltaire |
| 1759        | Des fêtes | Économie                   | 57B        | - Contre la surabondance des fêtes religieuses chômées, improductives et non payées. - Texte sur ARTFL/Tout Voltaire |
| 1756        | Des génies | Philosophie                | 45B        | - Il est peut être possible qu'il y ait des génies, mais possibilité n'est pas réalité, surtout sans preuve. - Texte sur ARTFL/Tout Voltaire |
| 1756        | Des Juifs | Histoire                   | 45B        | - « Vous ne trouverez en eux qu'un peuple ignorant et barbare, qui joint depuis longtemps la plus sordide avarice à la plus détestable superstition, et à la plus invincible haine pour tous les peuples qui les tolèrent et qui les enrichissent. Il ne faut pourtant pas les brûler. » - Texte sur ARTFL/Tout Voltaire |
| 1756        | Des langues | Sciences                   | 45B        | - Démonstrations de l'imperfection des langues, identique à celle des hommes. - Texte sur ARTFL/Tout Voltaire |
| 1765        | Des mauvaises actions consacrées ou excusées dans l'histoire | Religion                   | 60A        | - « Les mauvaises actions sont toujours mauvaises. Dieu peut les pardonner quand la pénitence est proportionnée au crime, mais aucun homme ne doit les approuver. » - Texte sur ARTFL/Tout Voltaire |
| 1765        | Des médecins | Sciences                   | 60A        | - Un simple médecin est supérieur au Général des moines capucins. - Texte sur ARTFL/Tout Voltaire |
| 1749        | Des mensonges imprimés | Histoire                   | 31B        | - Guide méthodologique indiquant à l'historien comment démêler le vrai du faux. - Texte sur ARTFL/Tout Voltaire |
| 1765        | Des païens et des sous-fermiers | Économie                   | 60A        | - Évocation ironique de la manière dont les fermiers généraux, chargés de recueillir l'impôt, se défendent d'être assimilable aux publicains critiqués par l'évangile de Mathieu. - Texte sur ARTFL/Tout Voltaire |
| 1765        | Des poètes | Critique littéraire        | 60A        | - Évocations de Moïse, Homère, Hésiode, Ovide et Racine. - Texte sur ARTFL/Tout Voltaire |
| 1756        | Des possédés | Sciences                   | 45B        | - Il n'y a rien à répliquer à ceux qui se disent possédés mais, de même que les magiciens, astrologues et génies, ils permettent de rompre l'ennui des longues veillées. - Texte sur ARTFL/Tout Voltaire |
| 1765        | Des sectes | Religion                   | 60A        | - « Secte et erreur sont synonymes. » - Texte sur ARTFL/Tout Voltaire |
| 1765        | Des théologiens | Religion                   | 60A        | - Attaque de la philosophie thomiste, et description des conséquences sociales des études théologiques. - Texte sur ARTFL/Tout Voltaire |
| 1750        | Des titres | Politique                  | 32A        | - Moquerie des rangs et des titres, comparés à la simplicité des anciens romains. - Texte sur ARTFL/Tout Voltaire |
| 1768        | Déclaration | Autobiographie             | 67         | - Démenti d'un article de la Gazette d'Utrecht affirmant que La Harpe avait volé des manuscrits de Voltaire. - Texte sur Wikisource |
| 1762        | Déclaration de Pierre Calas | Justice                    | 56B        | - Confirmation par Pierre Calas du récit des événements rapportés dans le Mémoire de Donat Calas. - Texte sur ARTFL/Tout Voltaire |
| 1769        | Défense de Louis XIV | Économie                   | 71C        | - Défense de la politique économique de Louis XIV et Colbert, critiquée par les physiocrates tels que Boisguilbert, Quesnay ou Dupont de Nemours. - Texte sur ARTFL/Tout Voltaire |
| 1752        | Défense de Milord Bolingbroke, par le docteur Good Natur’d Vellvisher, chapelain du comte de Chesterfield                                                              | Histoire                   | 32B        | - Défense de la démarche de Bolingbroke, qui avait suscité un scandale en appliquant les méthodes de la chronologie profane au texte de l'Ancien Testament. - Texte sur ARTFL/Tout Voltaire |
| 1767        | Défense de mon oncle (La) | Polémique                  | 64         | - Réfutation et ridiculisation du Supplément à la philosophie de l'histoire, de Pierre-Henri Larcher, d'un point de vue historique, anthropologique, géologique, et biologique. - Texte sur Wikisource |
| 1767        | Dépositaire (Le), comédie | Théâtre                    | 71C        | - « Quand M. de Gourville s’enfuit de France en 1661, il laissa deux cassettes pleines d’argent, l’une à Mlle de Lenclos, l’autre à un faux dévot. À son retour, il trouva chez Ninon sa cassette en fort bon état. Le dévot s’y prit d’une autre façon, il dit qu’il avait employé son dépôt en œuvres pies, et qu’il avait préféré le salut de l’âme de Gourville à un argent qui sûrement l’aurait damné. » - Texte sur Wikisource                                            |
| 1766        | Dernières Paroles d’Épictète à son fils (Les) | Philosophie                | 61A        | - Épictète s'insurge contre les prêcheurs qui promettent la vie éternelle contre de l'argent. - Texte sur Wikisource |
| 1756        | Deux Consolés (Les) | Conte                      | 45B        | - Vouloir consoler en évoquant des malheurs similaires est inutile : seul le temps y parvient. - Texte sur Wikisource |
| 1770        | Deux Siècles (Les) | Poème satirique            | 72         | - Comparaison dépréciative entre le siècle de Louis XV et celui de Louis XIV. « Nous croyons valoir mieux que le bon temps passé. » - Texte sur ARTFL/Tout Voltaire |
| 1768        | Deux Tonneaux, esquisse d’opéra comique (Les) | Théâtre                    | 66         | - Au Temple de Bacchus, il y a deux tonneaux : le plus grand produit la discorde et les soupçons jaloux, les lourds ennuis, les froids dégoûts ; l'autre, le petit, dont on est fort avare, est celui de l'amour. - Texte sur Wikisource |
| 1776        | Dialogue de Maxime de Madaure, entre Sophronime et Adélos | Philosophie                | 78A        | - Précédé d'un échange fictif de lettres entre Maxime de Madaure et Saint Augustin, dialogue sur la mort, le mal, la vertu et la liberté. - Texte sur Wikisource |
| 1774        | Dialogue de Pégase et du Vieillard, Notes de M. de Morza | Dialogue en vers           | 76         | - Catalogue des ennemis de Voltaire, Fréron, Sabatier de Castres, l'abbé Guyon, La Beaumelle, Clément, Nonnotte, égratignés dans les vers, assassinés dans les notes. - Texte sur ARTFL/Tout Voltaire |
| 1765        | Dialogue du chapon et de la poularde | Philosophie                | 60A        | - Deux animaux commentent les atrocités commises par les hommes pour assouvir leur gourmandise, et remarquent que parfois ils se les appliquent à eux-mêmes. - Texte sur Wikisource |
| 1766        | Dialogue du douteur et de l’adorateur | Religion                   | 61A        | - « Chaque siècle a tellement corrompu la religion de Jésus que celle des chrétiens lui est toute contraire. » - Texte sur Wikisource |
| 1751        | Dialogue entre Madame de Maintenon et Mademoiselle de Lenclos | Politique                  | 32A        | - Ninon de Lenclos fait des reproches à Madame de Maintenon : « Quoi, se voir au faîte de la grandeur, être adorée, et ne pouvoir être heureuse ! » - Texte sur ARTFL/Tout Voltaire |
| 1752        | Dialogue entre Marc-Aurèle et un récollet | Philosophie                | 32A        | - Marc-Aurèle revient à Rome après 1600 ans. Le siège de son empire a été remplacé par celui de la papauté. Les beaux-arts y fleurissent, la paix y règne, mais aussi la théologie, hélas. - Texte sur Wikisource |
| 1752        | Dialogue entre un brahmane et un jésuite, sur la nécessité et l’enchaînement des choses                                                                                | Philosophie                | 32A        | - Un brahmane explique comment, ayant commencé sa promenade du pied gauche au lieu du pied droit, il a déclenché une chaîne d'événements aboutissant à l'assassinat d'Henri IV. Il y ajoute une définition de la liberté : « Être libre, c'est faire ce qu'on veut, et non pas vouloir ce qu'on veut. » - Texte sur ARTFL/Tout Voltaire |
| 1751        | Dialogue entre un philosophe et un contrôleur-général des finances | Économie                   | 32A        | - « Ce n'est pas sur le pauvre, sur le manœuvre, qu'il faut imposer une taxe. Il faut, en le faisant travailler, lui faire espérer d'être un jour assez heureux pour payer des taxes. » - Texte sur ARTFL/Tout Voltaire |
| 1751        | Dialogue entre un plaideur et un avocat | Droit                      | 32A        | - Plaidoyer pour l'unification des différentes lois provinciales, les Coutumes. - Texte sur ARTFL/Tout Voltaire |
| 1777        | Dialogues d’Evhémère | Philosophie                | 80C        | - Douze dialogues métaphysiques entre le stoïcien Évhémère et un épicurien. - Texte sur Wikisource |
| 1760        | Dialogues chrétiens ou préservatif contre l’Encyclopédie | Polémique                  | 51A        | - Dans le premier dialogue, critique du Journal chrétien, de son éditeur l'abbé Trublet, et de l'intolérance du clergé français combattant l'Encyclopédie. Dans le deuxième dialogue, attaque du pasteur protestant genevois Jacob Vernet, partisan de l'interdiction des représentations théâtrales à Ferney. - Texte sur ARTFL/Tout Voltaire |
| 1756        | Dialogues entre Lucrèce et Posidonius | Philosophie                | 45B        | - Lucrèce, défenseur d'une vision matérialiste et évolutionniste de l'univers, dialogue avec Posidonius, convaincu de l'existence d'un Être suprême. - Texte sur ARTFL/Tout Voltaire |
| 1775        | Diatribe à l’auteur des Éphémérides | Économie                   | 77A        | - Éloge historique de l'agriculture et louanges de l'arrêt de Turgot du 13 septembre 1774 libéralisant le commerce des grains, à destination de Nicolas Baudeau, rédacteur des Éphémérides du citoyen. - Texte sur Wikisource |
| 1764        | Dictionnaire philosophique | Philosophie                | 35-36      | - 118 articles traitant de religion, de politique, de philosophie, de justice, d'esthétique, de morale et de la place de l'homme de lettres dans la société. - Texte sur ARTFL/Tout Voltaire. Tome I : Abbé-Critique - Texte sur ARTFL/Tout Voltaire. Tome II : David-Vertu |
| 1769        | Dieu et les hommes | Religion                   | 69         | - Revue des cultes antiques, grecs et romains, longue étude des religions juive et chrétienne. Conclusion sous formes d'axiomes. « Quelle est donc l’étendue et la borne de nos crimes ? C’est le degré de violence dans nos passions, le degré de notre pouvoir, et le degré de notre raison. » - Texte sur Wikisource |
| 1770        | Dieu. Réponse au Système de la nature | Religion                   | 72         | - Réfutation du livre de du Baron d'Holbach, Système de la nature. Face à son athéisme, Voltaire reste déiste, car « tout nous annonce un Être suprême, rien ne nous dit ce qu'il est. » - Texte sur ARTFL/Tout Voltaire |
| 1775        | Dimanche (Le), ou les filles de Minée | Conte en vers              | 77A        | - Trois sœurs, en filant la laine, se moquent des légendes, des mythes et des croyances. Mais Bacchus, pour les punir de leur impertinence, les change en chauves-souris : « il est dans ce monde / Trop dangereux d’avoir raison. » - Texte sur Wikisource |
| 1767        | Dîner du comte de Boulainvilliers (Le) | Religion                   | 63A        | - Les convives titillent un abbé en soulignant les incohérences des Écritures et celles du christianisme, qui dévoie le message initial de Jésus-Christ. - Texte sur Wikisource |
| 1768        | Discours aux confédérés catholiques de Kaminiek en Pologne. Par le major Kaiserling au service du roi de Prusse                                                        | Politique                  | 67         | - Appel aux confédérés de Bar à préférer la politique éclairée de Catherine II à l'obscurantisme de la papauté. - Texte sur ARTFL/Tout Voltaire |
| 1764        | Discours aux Welches | Polémique                  | 57B        | - Virulente critique des Français, qui se prétendent dans tous les domaines le premier peuple de l'univers, mais ne font rien pour le devenir vraiment. - Texte sur ARTFL/Tout Voltaire |
| 1769        | Discours de l’empereur Julien contre les chrétiens | Histoire                   | 71B        | - Réhabilitation de l'empereur Julien, contre les indignes compilateurs de l'histoire romaine à genoux devant Constantin et Théodose. - Texte sur Wikisource |
| 1773        | Discours de Maître Belleguier, ancien avocat, sur le texte proposé par l’université de la ville de Paris, pour le sujet des prix de l’année 1773                       | Histoire                   | 75A        | - « La philosophie est simple, elle est tranquille, sans envie, sans ambition ; elle médite en paix loin du luxe, du tumulte et des intrigues du monde ; elle est indulgente ; elle est compatissante. Sa main pure porte le flambeau qui doit éclairer les hommes ; elle ne s’en est jamais servie pour allumer l’incendie en aucun lieu de la terre. » - Texte sur Wikisource                                                                                                  |
| 1746        | Discours de Monsieur de Voltaire à sa réception à l’Académie française, prononcé le lundi 9 mai 1746                                                                   | Discours                   | 30A        | - Élargissant le cadre convenu pour ce genre de discours, Voltaire développe ses conceptions sur la langue française et le goût. - Texte sur ARTFL/Tout Voltaire |
| 1736        | Discours de Monsieur de Voltaire en réponse aux invectives et outrages de ses détracteurs                                                                              | Polémique                  | 16         | - Projet de réponse aux critiques adressées au Temple du goût. - Texte sur ARTFL/Tout Voltaire |
| 1737-1738   | Discours en vers sur l’homme | Épitres en vers            | 17         | - Sept poèmes sur l'égalité des conditions, la liberté, l'envie, la modération en tout, la nature du plaisir, la nature de l'homme, la vertu véritable. - Texte sur ARTFL/Tout Voltaire |
| 1767        | Discours, sur le sujet proposé par la Société économique | Économie                   | 65A        | - Réponse au concours sur la propriété paysanne (« Faut-il abolir le servage ? ») organisé par la Société libre d’économie pour l’encouragement de l’agriculture et de l’économie rustique en Russie. |
| 1745        | Dissertation sur les changements arrivés dans notre globe et sur les pétrifications qu'on prétend encore en être les témoignages                                       | Sciences                   | 30C        | - Attaque des tentatives de prouver par des preuves scientifiques la vérité du déluge biblique. - Texte sur Wikisource |
| 1749        | Dissertation sur les principales tragédies, anciennes et modernes, qui ont paru sur le sujet d’Électre, et en particulier sur celle de Sophocle                        | Critique littéraire        | 31A        | - Étude des pièces consacrées à Électre, dans laquelle Voltaire réaffirme sa volonté d'intéresser les spectateurs parisiens aux mythes grecs, « et de changer les Français en Athéniens ». - Texte sur ARTFL/Tout Voltaire |
| 1725        | Divertissement pour le mariage du roi Louis XV | Théâtre                    | 3A         | - Pièce de circonstance : Jupiter, les Muses, les Grâces, les Beaux-Arts félicitent le nouveau couple royal. - Texte sur ARTFL/Tout Voltaire |
| 1761        | Don Pedre | Théâtre                    | 52         | - En 1369, la première guerre civile de Castille s'achève par la défaite de Pierre Ier face à son demi-frère Henri de Trastamare, qui le fait exécuter et s'empare du trône. - Texte sur ARTFL/Tout Voltaire |
| 1764        | Doutes nouveaux sur le testament attribué au Cardinal de Richelieu | Histoire                   | 58         | - Réponse aux objections émises par l'historien Foncemagne au Résumé historique et critique de ce qu’on a écrit pour et contre l’authenticité du Testament politique,. - Texte sur ARTFL/Tout Voltaire |
| 1741        | Doutes sur la mesure des forces motrices et sur leur nature | Sciences                   | 20A        | - Dans la discussion qui traversa tout le siècle, prise de position contre la notion de force vive. - Texte sur ARTFL/Tout Voltaire |
| 1768        | Droits des hommes et les usurpations des papes (Les) | Religion                   | 67         | - Dénonciation de l'usurpation par les papes de leurs domaines temporels comme Naples, la Sicile ou Ferrare. - Texte sur ARTFL/Tout Voltaire |
| 1760        | Droit du seigneur (Le) | Théâtre                    | 50         | - Mathurin veut épouser Acanthe, qui ne l'aime pas. Mais il s'était auparavant engagé envers Colette, qui fait appel au marquis pour qu'il respecte sa promesse. - Texte sur Wikisource |
| 1767        | Du divorce | Droit                      | 63B        | - Plaidoyer en faveur du divorce, droit naturel qui n'a pas à être régi par le droit canon. - Texte sur ARTFL/Tout Voltaire |
| 1742        | Du fanatisme | Religion                   | 28B        | - « La superstition est une maladie épidémique dont les âmes les plus fortes ne sont pas toujours exemptes. » - Texte sur ARTFL/Tout Voltaire |
| 1766        | Du gouvernement et de la divinité d’Auguste | Histoire                   | 61B        | - Méditation sur la manière dont Auguste réussit à demeurer empereur romain pendant quarante ans. - Texte sur Wikisource |
| 1765        | Du philosophe | Philosophie                | 60A        | - « Cent dogmes ne valent pas une bonne action. » - Texte sur ARTFL/Tout Voltaire |
| 1761        | Du polythéisme | Religion                   | 51B        | - Le polythéisme n'a pas réellement existé, car tous ces dieux n'étaient que des divinités secondaires, inférieurs à un Dieu souverain, le Knef chez les Égyptiens, Mitra chez les Perses ou Brahma chez les Indiens. - Texte sur ARTFL/Tout Voltaire |
| 1756        | Du siècle de Constantin | Histoire                   | 45B        | - Au IVe siècle, commencé par le règne de Constantin, décadence en toute chose, et expansion du christianisme. - Texte sur ARTFL/Tout Voltaire |
| 1729        | Du suicide ou de l’homicide de soi-même | Philosophie                | 5          | - « La démence de vouloir se tuer et le triste courage de le faire. » - Texte sur ARTFL/Tout Voltaire |
| 1765        | Du Timée de Platon, et de quelques autres choses | Religion                   | 60A        | - Des rapports entre Platon et les Pères de l'Église. - Texte sur ARTFL/Tout Voltaire |
| 1749        | Éclaircissements sur quelques charges de la maison du roi | Histoire                   | 31B        | - Notes historiques sur les postes de Premier gentilhomme et de Gentilhomme ordinaire du roi. - Texte sur ARTFL/Tout Voltaire |
| 1760        | Écossaise (L') | Théâtre                    | 50         | - Lord Monrose, proscrit d'Écosse, retrouve par hasard sa fille Lindane après treize ans de séparation, ainsi que son ennemi Murray qui en fait lui apporte des lettres de grâce. Les sombres manœuvres du plumitif vénal Fréron ont échoué. - Texte sur Wikisource |
| 1776        | Édits de Sa Majesté Louis XVI pendant l’administration de Monsieur Turgot (Les)                                                                                        | Préface                    | 77B        | - Préface à un recueil d'édits rédigés par Turgot. « On n'avait point encore vu d'édits dans lesquels le souverain daignât enseigner son peuple, raisonner avec lui, l'instruire de ses intérêts, le persuader avant de lui commander.» - Texte sur Wikisource |
| 1764        | Éducation d’un prince (L') | Conte en vers              | 57B        | - Le souverain doit chercher à rendre le peuple heureux, rassembler des informations exactes, se défier des courtisans, avoir une connaissance précise de ses finances, et gouverner sans l'influence de la religion. - Texte sur Wikisource |
| 1764        | Éducation d’une fille (L') | Conte en vers              | 57B        | - Gertrude, qui se veut dévote, a pris un amant, mais n'accepte pas que sa fille en ait fait autant. - Texte sur Wikisource |
| 1765        | Éducation des filles (L') | Religion                   | 60A        | - Contre l'éducation des filles dans des couvents. - Texte sur ARTFL/Tout Voltaire |
| 1736-1737   | Éléments de la philosophie de Newton | Philosophie                | 15         | - Tentative de vulgarisation scientifique des conceptions de Newton en trois parties : 1) Métaphysique : Dieu, espace, durée, liberté, âme, matière. 2) Physique : la lumière, ses propriétés et leurs conséquences. 3) Pesanteur, gravitation, attraction. - Texte sur Wikisource |
| 1766        | Éloge de l’hypocrisie | Poème satirique            | 60C        | - Dénigrement de l'hypocrisie des prêtres à la recherche de pouvoir, et dont la vie privée est à l'opposé des principes qu'ils professent en public, assorti d'attaques personnelles contre Jacob Vernet. - Texte sur ARTFL/Tout Voltaire |
| 1774        | Éloge de Louis XV, prononcé dans une académie. Le 25 mai 1774 | Histoire                   | 76         | - Éloge mi-figue mi-raisin de Louis XV : « Un roi ne doit point punir ce que la loi ne punirait pas. » - Texte sur Wikisource |
| 1762        | Éloge de Monsieur de Crébillon | Critique littéraire        | 56A        | - Critique fouillée de chacune des pièces de Crébillon père, conclue par la constatation de l'absence de démêlés entre eux deux, bien qu'ils aient parfois traité les mêmes sujets dramatiques. - Texte sur ARTFL/Tout Voltaire |
| 1777        | Éloge et Pensées de Pascal, édition établie par Condorcet, annotée par Voltaire                                                                                        | Philosophie                | 80A        | - Commentaires croisés de Condorcet et de Voltaire sur les Pensées de Pascal - Texte sur ARTFL/Tout Voltaire |
| 1748        | Éloge funèbre des officiers qui sont morts dans la guerre de 1741 | Histoire                   | 30C        | - Oraison funèbre des militaires morts pendant la guerre de succession d'Autriche. « Chaque plaine, chaque ville de ces contrées est un monument de notre gloire. Mais que cette gloire a coûté ! » - Texte sur ARTFL/Tout Voltaire |
| 1774        | Éloge historique de la raison, prononcé dans une Académie de Province, par M. de Chambon                                                                               | Philosophie                | 76         | - La Raison et sa fille la Vérité sortent du puits dans lequel elles étaient cachées depuis plusieurs siècles, pour enfin constater que la Raison semble remplacer la raison du plus fort. - Texte sur Wikisource |
| 1752        | Éloge historique de Madame la marquise Du Châtelet | Préface                    | 32A        | - Texte préparé pour la traduction par Émilie du Châtelet des Principia mathématica de Newton et publié en 1752, soit 4 ans avant la parution de ladite traduction. - Texte sur ARTFL/Tout Voltaire |
| 1736        | Enfant prodigue (L'), comédie | Théâtre                    | 16         | - Euphémon, le fils prodigue déshérité par son père, revient juste à temps pour empêcher son frère d'épouser l'argent de Lise, son ancienne promise qu'il n'a jamais cessé d'aimer. - Texte sur ARTFL/Tout Voltaire |
| 1759        | Entretiens chinois | Religion                   | 49A        | - Trois dialogues entre un jésuite et un mandarin : sur la superstition et la nécessité de mentir au peuple pour son bien ; sur la supériorité proclamée des jésuites ; sur les abus des conversions ; suivis de la profession de foi d'une forme de religion naturelle. - Texte sur ARTFL/Tout Voltaire |
| 1738        | Envieux (L') | Théâtre                    | 18B        | - Zollin (l’abbé Desfontaines) manigance la perte d’Ariston (Voltaire), l’ami d’Hortense (Émilie du Châtelet), aux yeux de son mari. - Texte sur Wikisource |
| 1769        | Épître à Boileau, ou mon testament | Épître en vers             | 70A        | - « À chanter la vertu j'ai consacré ma voix, / Vainqueur des préjugés que l'imbécile encense, / J'ose aux persécuteurs prêcher la tolérance ; / Je dis au riche avare, assiste l'indigent ; / Au ministre des lois, protège l'innocent ; / Au docteur tonsuré, sois humble et charitable. » - Texte sur ARTFL/Tout Voltaire |
| 1772        | Épître à Horace | Poème                      | 74B        | - Louanges à l'écrivain Horace mais reproches de ses flatteries envers Auguste ; comparaison favorable avec Frédéric II ; description du domaine de Ferney ; critiques envers les ennemis littéraires habituels. - Texte sur Wikisource |
| 1769        | Épître à l’auteur du livre des Trois Imposteurs | Épître en vers             | 70A        | - Plaidoyer ambigu contre l'athéisme, en réponse au Traité des trois imposteurs. « Si Dieu n'existait pas, il faudrait l'inventer. » - Texte sur ARTFL/Tout Voltaire |
| 1771        | Épître à l’impératrice de Russie | Épître en vers             | 73         | - Éloge outré de Catherine II : « C'est du Nord aujourd'hui que nous vient la lumière. » et insultes envers les Turcs, en guerre contre la Russie : « Oui, je les hais, Madame, il faut que je l'avoue. »- Texte sur ARTFL/Tout Voltaire |
| 1771        | Épître à Monsieur D’Alembert | Épître en vers             | 73         | - Moqueries envers « ces serpents odieux de la littérature, / Abreuvés de poisons et rampant dans l'ordure. » - Texte sur ARTFL/Tout Voltaire |
| 1740        | Épître à un ministre d’État sur l’encouragement des arts | Épître en vers             | 18B        | - Plaidoyer pour l'ouverture à tous les arts, car n'avoir qu'un seul goût est vivre à demi. - Texte sur Wikisource |
| 1722        | Épître à Uranie [Le Pour et le Contre] | Poème                      | 1B         | - Critique des « mensonges sacrés dont la terre est remplie » et louange de la « Religion naturelle. » - Texte sur Wikisource |
| 1770        | Épître au roi de la Chine sur son recueil de vers qu’il a fait imprimer                                                                                                | Épître en vers             | 71C        | - Réponse à l'Éloge de la ville de Moukden, par l'empereur Qianlong, « Je veux [...] d'un crayon fidèle, / peindre notre Parnasse à tes regards chinois : Notre goût s'est usé. » - Texte sur ARTFL/Tout Voltaire |
| 1771        | Épître au roi de Danemark | Épître en vers             | 73         | - Célébration de la liberté de la presse proclamée par Christian VII dans son royaume. « Tu rends ses droits à l'homme, et tu permets qu'on pense.» - Texte sur ARTFL/Tout Voltaire |
| 1768        | Épître aux Romains (L') | Religion                   | 65A        | - Portrait à charge de Saint Paul, auteur de la véritable Épitre aux Romains, regrets de la décadence de Rome du fait des impostures du christianisme, détail des neuf principales d'entre elles. - Texte sur Wikisource |
| 1755        | Épître de l’auteur, en arrivant dans sa terre près du lac de Genève, en mars 1755                                                                                      | Poème                      | 45A        | - Éloge de ce que Voltaire, nouvellement installé aux Délices, pense trouver en Suisse. « On n'y méprise point les travaux nécessaires, / Les états sont égaux, et les hommes sont frères, / Liberté, liberté, ton trône est en ces lieux. » - Texte sur ARTFL/Tout Voltaire |
| 1768        | Épître écrite de Constantinople aux frères | Religion                   | 67         | - Ridiculisation des superstitions communes à toutes les religions, alors qu'il suffirait de croire en « un Dieu infini, éternel, juste, miséricordieux, récompensant au-delà du mérite, et punissant sévèrement le vice sans colère et sans tyrannie. » - Texte sur ARTFL/Tout Voltaire |
| 1761        | Épître sur l’agriculture | Poème                      | 51B        | - Éloge de la vie à simple Ferney, projets de développement, coup de patte aux ennemis des Philosophes, et louange de Corneille. - Texte sur ARTFL/Tout Voltaire |
| 1733        | Épître sur la calomnie | Poème                      | 9          | - La satire et la calomnie règnent à Paris, en particulier chez Jean-Baptiste Rousseau. - Texte sur ARTFL/Tout Voltaire |
| 1732        | Ériphyle, tragédie | Théâtre                    | 5          | - Réécriture du mythe grec d'Éripyhle, sans l'épisode du collier, mais avec quelques personnages supplémentaires et un dénouement dû à un accident et non à un crime. - Texte sur ARTFL/Tout Voltaire |
| 1767        | Essai historique et critique sur les dissensions des Églises de Pologne                                                                                                | Histoire                   | 63A        | - Histoire des évêchés d'Occident et de la Pologne jusqu'à l'intervention russe se disant destinée à assurer la concorde entre les confessions catholique, orthodoxe, uniate et calviniste. - Texte sur ARTFL/Tout Voltaire |
| 1737        | Essai sur la nature du feu, et sur sa propagation | Sciences                   | 17         | - Comptes rendus d'expériences faites dans des forges ; définition du feu comme une matière impénétrable et soumise à la gravitation ; présentation de huit lois régissant sa propagation. - Texte sur Wikisource |
| 1728 + 1733 | Essai sur la poésie épique | Critique littéraire        | 3B         | - Étude des œuvres d'Homère, Virgile, Lucain, Le Trissin, Luís de Camões, Le Tasse, Alonso de Ercilla et Milton. - Texte sur ARTFL/Tout Voltaire |
| 1728        | Essai sur les guerres civiles de France | Histoire                   | 3B         | - Description de l'arrière plan historique de La Henriade à destination du public anglais. - Texte sur Wikisource |
| 1756        | Essai sur les mœurs et l’esprit des nations | Histoire                   | 21-27      | - Vaste panorama en 197 chapitres de l'histoire universelle, oscillant entre la révolte devant les atrocités de l'humanité et l'admiration de ses réalisations. - Texte et pièces annexes sur ARTFL/Tout Voltaire |
| 1772        | Essai sur les probabilités en fait de justice ; Nouvelles Probabilités en fait de justice                                                                              | Droit                      | 74A        | - Relecture détaillée d'un procès compliqué à la lumière de la théorie des probabilités. - Texte sur ARTFL/Tout Voltaire |
| 1753        | Examen du Testament politique du cardinal Albéroni | Histoire                   | 45A        | - Contestation de l'authenticité du testament de Jules Alberoni, premier ministre d'Espagne, mais approbation des idées qui y sont exprimées, en particulier la nécessité du développement de l'agriculture et la critique de la superstition et de l'intolérance. - Texte sur ARTFL/Tout Voltaire |
| 1766        | Examen important de Milord Bolingbroke | Religion                   | 62         | - Revue des contradictions de l'Ancien et du Nouveau Testament, des Évangiles apocryphes et des écrits des Pères de l'Église ; histoire de la martyrologie, des premières hérésies et des papes. Violente conclusion anti-chrétienne et théiste. - Texte sur ARTFL/Tout Voltaire |
| 1741        | Exposition du livre des Institutions de physique | Sciences                   | 20A        | - Commentaire du livre d'Émilie du Châtelet Institutions de physique, dans lequel Voltaire en fait l'éloge tout en critiquant certains des idées de Leibniz qu'il contient. - Texte sur Wikisource |
| 1776        | Extrait d’un mémoire pour l’entière abolition de la servitude en France                                                                                                | Économie                   | 77B        | - Projet de Mémoire réclamant l'abolition de la mainmorte en France, destiné à Turgot et Malesherbes. - Texte sur Wikisource |
| 1752        | Extrait de la Bibliothèque raisonnée. Revue des Œuvres de Monsieur de Maupertuis                                                                                       | Critique littéraire        | 32B        | Revue, d'un point de vue mathématique, scientifique et philosophique, des Œuvres de Maupertuis, récemment publiées, en particulier en ce qui concerne le principe de moindre action, la nécessité des choses ou l'utilisation de la géométrie pour évaluer des sentiments. |
| 1762        | Extrait de la Gazette de Londres | Religion                   | 56A        | - Grinçante énumération des richesses des ordres monastiques, et certitude ironique que ceux-ci vont contribuer aux besoins de l'État. - Texte sur ARTFL/Tout Voltaire |
| 1750        | Extrait du décret de la sacrée congrégation de l’inquisition de Rome, à l’encontre d’un libelle intitulé : Lettres sur le vingtième                                    | Économie                   | 32A        | - Violente critique de la demande du clergé d'être exempté de l'impôt dit du vingtième [des revenus]. - Texte sur ARTFL/Tout Voltaire |
| 1749-1750   | Factum pour la nombreuse famille de Rapterre contre le nommé Giolot Ticalani                                                                                           | Parodie juridique          | 32A        | - Attaque de Catilina, pièce de Crébillon. - Texte sur ARTFL/Tout Voltaire |
| 1739        | Fanatisme, ou Mahomet le prophète (Le), tragédie | Théâtre                    | 20B        | - À partir d'un épisode de la vie de Mahomet, dénonciation de la superstition, de l'hypocrisie et du fanatisme communs à toutes les religions. - Texte sur Wikisource |
| 1748        | Femme qui a raison (La), comédie | Théâtre                    | 30A        | - Angélique, issue de la petite noblesse, avait épousé Duru, respectable bourgeois. Celui-ci s'oppose maintenant à l'amour de sa fille pour un Marquis. - Texte sur Wikisource |
| 1765        | Femmes, soyez soumises à vos maris | Religion                   | 60A        | - Charge satirique contre la phrase de Saint-Paul. - Texte sur Wikisource |
| 1725        | Fête de Bélesbat (La) | Théâtre                    | 3A         | - Préparatifs burlesques du couronnement poétique du curé de Courdimanche, homme fort rabelaisien. - Texte sur ARTFL/Tout Voltaire |
| 1775        | Finances (Les) | Conte en vers              | 76         | - Contre l'injustice et l'arbitraire des impôts, qui enrichissent surtout ceux chargés de les percevoir. - Texte sur Wikisource |
| 1770        | Fonte | Polémique                  | 72         | - Sur la base d'éléments techniques fournis par Pigalle, réfutation d'un passage du livre de Guénée, Lettres de quelques juifs portugais et allemands à M. de Voltaire concernant la durée nécessaire à la fonte du Veau d'or. - Texte sur ARTFL/Tout Voltaire |
| 1760        | Fr... (Les) | Polémique                  | 51A        | - Poème anti Fréron. - Texte sur ARTFL/Tout Voltaire |
| 1768        | Fragment d’une lettre du lord Bolingbroke | Philosophie                | 65C        | - Court commentaire sur Saint-Augustin, Grotius et Pascal. - Texte sur Wikisource |
| 1773        | Fragment d’une lettre sur les dictionnaires satiriques. Réponse à cette lettre par Monsieur de Morza                                                                   | Religion                   | 75A        | - Commentaire du Dictionnaire philosopho-théologique d'Aimé-Henri Paulian, et réfutation de ses erreurs concernant le Coran. - Texte sur Wikisource |
| 1739        | Fragment d’une lettre sur un usage très utile établi en Hollande | Droit                      | 20A        | Plaidoyer pour l'établissement de Juges de paix conciliateurs. |
| 1767        | Fragment des instructions pour le prince royal de *** | Politique                  | 63B        | - Résumé des principes d'une politique éclairée : tolérance religieuse, morale plutôt que dogme, législation simple et uniforme, abolition de la torture et de la mendicité, non vénalité des charges. - Texte sur Wikisource |
| 1773        | Fragments sur l’histoire générale | Histoire                   | 27         | - Retour sur une vocation d'historien due à Madame du Châtelet ; précisions et amplification de certains chapitres de l'Essai sur les mœurs. - Texte sur Wikisource |
| 1773        | Fragments sur l’Inde et sur le général Lalli | Histoire                   | 75B        | - Revue de l'histoire de l'Inde depuis les temps anciens jusqu'à la colonisation, et défense du général Lally, injustement accusé d'avoir vendu Madras aux Anglais. - Texte sur Wikisource |
| 1742        | Fragment sur la corruption du style | Critique littéraire        | 28A        | - En poésie et en prose, mélanger les styles serait aussi décadent que vouloir donner « des attitudes de Calot à des figures de Raphaël. » - Texte sur ARTFL/Tout Voltaire |
| 1773        | Fragment sur le procès criminel de Monbailli | Droit                      | 75A        | - Protestation contre une nouvelle erreur judiciaire.« Il faut donc qu’il y ait des hommes que leur profession rende cruels, et qui goûtent une affreuse satisfaction à faire périr leurs semblables dans les tourments ! » - Texte sur Wikisource |
| 1764        | Fragment sur les Juifs | Religion                   | 60B        | - Note sur la croyance à l'immortalité de l'âme chez les Grecs, les Égyptiens et les Perses, mais pas chez les Juifs. - Texte sur ARTFL/Tout Voltaire |
| 1750-1751   | Frères ennemis (Les) | Théâtre                    | 10         | - Duel fratricide entre les Bourbon à l'époque de la Guerre de cent ans. - Texte sur ARTFL/Tout Voltaire |
| 1765        | Galimatias dramatique | Religion                   | 60A        | - Des prêcheurs de différentes confessions tentent de convertir les Chinois, mais ne tardent pas à s'opposer entre eux. Les Chinois les font tous enfermer dans une maison de fous. - Texte sur Wikisource |
| 1768        | Guèbres (Les), ou la tolérance, tragédie | Théâtre                    | 66         | - Le Grand-Prêtre veut condamner au bûcher les Guèbres du fait de leur religion. Mais l'Empereur finit par être convaincu des bienfaits de la tolérance : « Qu'ils adorent leur dieu, mais sans blesser les miens / Que chacun dans sa loi cherche en paix la lumière. » - Texte sur ARTFL/Tout Voltaire |
| 1767        | Guerre civile de Genève (La) | Poème                      | 63A        | - Poème méprisant à l'égard des genevois, incapables de sortir de leurs inextricables conflits internes. « Noble cité riche, fière et sournoise, / On y calcule et jamais on n'y rit. » - Texte sur ARTFL/ Tout Voltaire |
| 1723        | Henriade (La) | Poème historique           | 2          | - Épopée à la gloire d'Henri IV, « le plus juste des princes. » - Texte sur Wikisource |
| 1724        | Hérode et Mariamne | Théâtre                    | 3C         | - Hérode, roi de Judée, assassine sa deuxième femme Mariamne, qu'il soupçonne de le tromper avec Varus, gouverneur romain de Syrie. - Texte sur Wikisource |
| 1762        | Histoire d’Élisabeth Canning et de Jean Calas | Justice                    | 56B        | - Récit d'un fait divers survenu en Angleterre, pour souligner qu'au contraire de la France, les procès y sont publics et que le roi prend connaissance du dossier avant de confirmer un jugement de peine capitale. - Texte sur ARTFL/Tout Voltaire |
| 1731        | Histoire de Charles XII | Histoire                   | 4          | - Vie de Charles XII, roi de Suède, vainqueur du Danemark et de la Pologne, vaincu par la Russie, exilé dans l'Empire ottoman, et tué au combat dans une guerre contre la Norvège. - Texte sur Wikisource |
| 1775        | Histoire de Jenni, ou le sage et l’athée | Conte                      | 76         | - Aventures en Espagne, à Londres et en Nouvelle-Angleterre de Jenni, tenté par la débauche nihiliste, enveloppant un long dialogue entre Birton l'athée et Freind le théiste. - Texte sur Wikisource |
| 1759-1763   | Histoire de l’empire de Russie sous Pierre le Grand | Histoire                   | 46-47      | - Panorama de l'histoire russe centré sur les réformes initiées par Pierre le Grand et inspirées de la philosophie des Lumières. - Texte sur Wikisource |
| 1776        | Histoire de l’établissement du christianisme | Religion                   | 79B        | - Critiques historiques des Évangiles et des débuts du Christianisme, suivies de l'esquisse d'une société déiste et vertueuse. - Texte sur Wikisource |
| 1761        | Histoire d’un bon bramin | Conte                      | 49A        | - La raison ne mène pas au bonheur, mais mieux vaut la dignité de la pensée que la félicité aveugle de la stupidité. - Texte sur Wikisource |
| 1756        | Histoire des voyages de Scarmentado | Conte                      | 45B        | - Scarmentado voyage dans tous les pays d'Europe et d'Afrique. Il n'y trouve que rites absurdes, coutumes ridicules, cruauté et injustice. À son retour, il se marie : « Je fus cocu, et je vis que c’était l’état le plus doux de la vie. » - Texte sur Wikisource |
| 1752        | Histoire du docteur Akakia et du natif de Saint-Malo | Sciences                   | 32C        | - Railleries des théories de Maupertuis. « Lorsque, dans un auteur, une somme d’erreurs est égale à une somme de ridicules, le néant vaut son existence. » - Texte sur ARTFL/Tout Voltaire |
| 1769        | Histoire du parlement de Paris | Histoire                   | 68         | - Histoire détaillée du Parlement de Paris depuis Saint Louis jusqu'aux jugements contre le chevalier de La Barre et contre le général Lally - Texte sur Wikisource |
| 1767        | Homélies prononcées à Londres | Philosophie                | 62         | - Sur l'athéisme ; sur la superstition ; sur l'interprétation de l'Ancien Testament ; sur l'interprétation du Nouveau Testament. - Texte sur ARTFL/Tout Voltaire |
| 1768        | Homme aux quarante écus (L') | Conte                      | 66         | - Critique de l'injustice fiscale, sociale, sanitaire et juridique, des plus-values réalisées par les intermédiaires, des théories économiques physiocrates, de l'intolérance religieuse, et plaidoyer pour l'éducation qui permet de penser par soi-même et de devenir philosophe, comme le personnage principal. - Texte sur Wikisource |
| 1767        | Honnêtetés littéraires etc. etc. etc. (Les) | Polémique                  | 63B        | - Passage en revue des adversaires littéraires de Voltaire et exposé des erreurs qu'ils ont commises « soit en inventant, soit en rapportant des calomnies absurdes, soit en falsifiant des écrits, soit en contrefaisant le style et jusqu'au nom de leurs confrères qu'ils ont voulu perdre, soit en les accusant d'hérésie, de déisme, d'athéisme. » - Texte sur ARTFL/Tout Voltaire                                                                                          |
| 1766        | Idées de La Mothe Le Vayer | Religion                   | 61A        | - Extrapolation des idées sur la religion de La Mothe Le Vayer, qui considérait la morale comme supérieure à la foi religieuse. - Texte sur ARTFL/Tout Voltaire |
| 1765        | Idées républicaines, par un membre d'un corps | Politique                  | 60B        | - Sur fond de débats politiques genevois, 66 réflexions politiques, dont : « Le gouvernement civil est la volonté de tous exécutée par un seul, ou par plusieurs en vertu des lois que tous ont portées. » ou « La paix est le fruit de la tolérance et le véritable but de la société ; réfutation point par point de certains passages du Contrat social et de l'Esprit des lois. - Texte sur ARTFL/Tout Voltaire                                                              |
| 1765        | Ignorances (Les) | Philosophie                | 60A        | - Antienne des déficiences de l'esprit humain. - Texte sur ARTFL/Tout Voltaire |
| 1772        | Il faut prendre un parti, ou le principe d’action | Philosophie                | 74B        | - Une petite bagatelle : savoir s’il y a un Dieu. - Texte sur ARTFL/Tout Voltaire |
| 1725        | Indiscret (L') | Théâtre                    | 3A         | - Damis ne cesse d'échouer à respecter l'étiquette de la Cour, multiplie les faux-pas et ne peut garder un secret. - Texte sur Wikisource |
| 1767        | Ingénu (L') | Conte                      | 63C        | - Résumé détaillé - Texte sur Wikisource |
| 1768        | Instruction du gardien des capucins de Raguse à frère Pédiculoso, partant pour la terre sainte                                                                         | Religion                   | 67         | - Liste de 20 absurdités bibliques à vérifier lors d'un pèlerinage. - Texte sur ARTFL/Tout Voltaire |
| 1763        | Instruction pastorale de l’humble évêque d’Alétopolis, à l’occasion de l’instruction pastorale de Jean-George, humble évêque du Puy                                    | Polémique                  | 57A        | - Critique ironique du dernier ouvrage de Jean-Georges Lefranc de Pompignan, comparé à l’Arche d'alliance : sainte, exposée en public, mais que personne n’approche. - Texte sur Wikisource |
| 1777        | Irène | Théâtre                    | 78A        | - Résumé détaillé - Texte sur Wikisource |
| 1716        | Janséniste et le Moliniste (Le) | Conte en vers              | 1B         | Un janséniste et un moliniste ont profité d'une jeune fille. Lui donneront-ils l'absolution ? |
| 1764        | Jeannot et Colin | Conte                      | 57B        | - Jeannot, dont les parents ont fait fortune, quitte son Auvergne natale pour Paris, où il mène grand train. Mais quand il est ruiné, seul Colin, l'ami d'enfance qu'il méprisait, vient à son secours. - Texte sur Wikisource |
| 1772        | Jean qui pleure et qui rit | Poème                      | 74A        | - « Il le faut avouer, telle est la vie humaine : / Chacun a son lutin qui toujours le promène / Des chagrins aux amusements. » - Texte sur ARTFL/Tout Voltaire - Texte sur Wikisource |
| 1769        | Journal de la cour de Louis XIV depuis 1684 jusqu’à 1715, avec des notes intéressantes                                                                                 | Histoire                   | 71A        | - Extraits choisis et annotés du Journal manuscrit de Dangeau. - Texte sur ARTFL/Tout Voltaire |
| 1756        | Jusqu’à quel point on doit tromper le peuple | Politique                  | 45B        | - Plutôt que d'attaquer frontalement les superstitieux, il est plus efficace de faire semblant de les croire pour les ramener à la raison en partant de leurs propres arguments. - Texte sur Wikisource |
| 1749        | Lettre à l’occasion de l’impôt du vingtième | Économie                   | 31B        | - Brouillon de publication soumis au ministre Machault d'Arnouville, soutenant sa réforme fiscale : « Ce ne sont pas les impôts qui affaiblissent une nation, c'est, ou la manière de les percevoir, ou le mauvais usage qu'on en fait. » - Texte sur ARTFL/Tout Voltaire |
| 1749        | Lettre à Messieurs les auteurs des Étrennes de la Saint-Jean et autres beaux ouvrages                                                                                  | Critique littéraire        | 31B        | - À propos de l'état du théâtre dans les années 1740. - Texte sur ARTFL/Tout Voltaire |
| 1769        | Lettre à Monsieur Jean Vernet | Religion                   | 70B        | - Les pasteurs devraient prêcher mieux, moins souvent, et moins longuement. - Texte sur ARTFL/Tout Voltaire |
| 1738        | Lettre à Monsieur Rameau | Sciences                   | 18C        | - Moqueries des conceptions musicales et mathématiques du Père Castel. - Texte sur ARTFL/Tout Voltaire |
| 1747        | Lettre à son altesse sérénissime Madame la duchesse du Maine, sur la victoire remportée par le roi à Laufelt                                                           | Histoire                   | 30C        | - Célébration de la victoire française à la bataille de Lauffeld, écrite en tant qu'historiographe du roi à la demande de la duchesse du Maine. - Texte sur ARTFL/Tout Voltaire |
| 1733        | Lettre à un premier commis | Polémique                  | 9          | - « Je ne connais pour vrais Français que ceux qui aiment les arts et les encouragent. » - Texte sur ARTFL/Tout Voltaire |
| 1773        | Lettre anonyme adressée aux auteurs du Journal encyclopédique au sujet d’une nouvelle épître de Boileau à Monsieur de Voltaire                                         | Critique littéraire        | 75A        | - Démolition en règle de la versification d'un poème de Clément prétendument adressé à Voltaire par Boileau. - Texte sur Wikisource |
| 1769        | Lettre anonyme écrite à M. de Voltaire et la réponse | Polémique                  | 70A        | - Réfutation des erreurs présumées relevées par Nonnotte dans ses Erreurs de Voltaire. - Texte sur ARTFL/Tout Voltaire |
| 1766        | Lettre curieuse de Monsieur Robert Covelle | Polémique                  | 60C        | - Sarcastique exécution de Jacob Vernet, auteur d'un ouvrage attaquant les philosophes. « On écrase quelquefois ce que l'on dédaigne. » - Texte sur ARTFL/Tout Voltaire |
| 1767        | Lettre d’un avocat au nommé Nonnotte ex-jésuite | Polémique                  | 63B        | - Réponse à la Lettre d'un ami à un ami, de Nonnotte, qui faisait suite à sa mise en cause dans les Honnêtetés littéraires, elle-même déclenchée par la parution des Erreurs de Voltaire,. - Texte sur ARTFL/Tout Voltaire |
| 1776        | Lettre d’un bénédictin de Franche-Comté à M. l’avocat général Séguier                                                                                                  | Économie                   | 78A        | - Le point de vue des moines dans l'affaire de la servitude des paysans. - Texte sur ARTFL/Tout Voltaire |
| 1774        | Lettre d’un ecclésiastique sur le prétendu rétablissement des jésuites dans Paris                                                                                      | Religion                   | 76         | - Plaidoyer contre l'éventuel rétablissement de l'ordre des jésuites en France, après sa suppression par le pape Clément XIV en 1773. « Il ne faut pas devenir imbéciles, et nous le serions si nous conservions la graine d'une plante qui nous a paru un poison. » - Texte sur Wikisource |
| 1767        | Lettre d’un membre du conseil de Zurich, à Monsieur D***, avocat à Besançon                                                                                            | Polémique                  | 63B        | - Défense du libraire Fantet de Besançon, accusé d'avoir vendu des livres interdits, dont le Dictionnaire philosophique. - Texte sur ARTFL/Tout Voltaire |
| 1763        | Lettre d’un quaker à Jean-George Lefranc de Pompignan | Philosophie                | 57A        | - Réfutation systématique des affirmations scientifiques et théologiques de Jean-Georges Lefranc de Pompignan dans son Instruction pastorale sur la prétendue philosophie des incrédules modernes. - Texte sur Wikisource |
| 1750        | Lettre d’un Turc, sur les fakirs et sur son ami Bababec | Conte                      | 32A        | - De l'inutilité et de la fausseté des sages et pénitents autoproclamés des religions orientales. - Texte sur Wikisource |
| 1726-1727   | Lettre de consolation à Monsieur *** | Philosophie                | 3A         | - Quelques remèdes contre le chagrin. - Texte sur ARTFL/Tout Voltaire |
| 1761        | Lettre de Charles Gouju à ses frères au sujet des RR. PP. jésuites | Religion                   | 51B        | - Après la banqueroute du père jésuite La Valette, attaque de tous les théologiens, mais affirmation d'un Être suprême : « Les véritables incrédules ont été de tout temps les théologiens, grands ou petits, tondus ou mitrés [...] Les dogmes changent, mon ami ; mais Dieu ne change pas. » - Texte sur Wikisource |
| 1768        | Lettre de l’archevêque de Cantorbéry à l’archevêque de Paris | Polémique                  | 67         | - Moqueries envers Christophe de Beaumont, auteur d'un Mandement condamnant le roman de Marmontel, Bélisaire. « Non seulement vous ne voulez pas que Bélisaire soit bon, mais vous voulez aussi que le Dieu de miséricorde ne soit pas bon. » - Texte sur ARTFL/Tout Voltaire |
| 1764        | Lettre de M. Clocpitre à M. Eratou, sur la question, si les Juifs ont mangé de la chair humaine, et comment ils l’apprêtaient ?                                        | Religion                   | 57B        | - Si l'on en croit la Bible, les Juifs ont peut-être mangé de la chair humaine, mais « les nations les plus polies ont toujours mangé des hommes, et surtout des petits garçons. » - Texte sur ARTFL/Tout Voltaire |
| 1760        | Lettre de M. Cubstorf, pasteur de Helmstad, à M. Kirkerf, pasteur de Lauvtorp                                                                                          | Religion                   | 57B        | - Attaque des autorités religieuses et des théologiens qui « ruent et braient » contre les Philosophes. - Texte sur ARTFL/Tout Voltaire |
| 1775        | Lettre de Monsieur de La Visclède, à Monsieur le secrétaire perpétuel de l’Académie de Pau                                                                             | Critique littéraire        | 77A        | - Essai sur La Fontaine, prétendument rédigé par Antoine-Louis de Chalamont de La Visclède. - Texte sur ARTFL/Tout Voltaire |
| 1765        | Lettre de M. de Vol…… à M. D'Am…… | Justice                    | 60B        | - Dans cette lettre fictive à Damilaville, Voltaire récapitule ses actions en faveur des Calas et évoque pour la première fois l'affaire Sirven |
| 1767        | Lettre de Monsieur de Voltaire | Polémique                  | 65A        | - Accusations contre La Beaumelle, en particulier d'avoir falsifié l'histoire de Louis XIV. - Texte sur ARTFL/Tout Voltaire |
| 1767        | Lettre de Monsieur de Voltaire à Monsieur Élie de Beaumont, avocat au parlement                                                                                        | Polémique                  | 63B        | - Remerciements publics à Élie de Beaumont qui venait de publier un mémoire co-signé par dix-huit avocats en faveur des Sirven. - Texte sur ARTFL/Tout Voltaire |
| 1772        | Lettre de Monsieur de Voltaire à un de ses confrères de l’Académie | Polémique                  | 74A        | - « Clément, qui me traitait impudemment de rossignol, est devenu geai ; mais il ne s'est point paré des plumes du paon. » - Texte sur ARTFL/Tout Voltaire |
| 1776        | Lettre de Monsieur de Voltaire à Messieurs de l’Académie française | Critique littéraire        | 78A        | - Critique d'une traduction expurgée de Shakespeare, et analyse de son théâtre. - Texte sur ARTFL/Tout Voltaire |
| 1766        | Lettre de Monsieur de Voltaire au docteur Jean-Jacques Pansophe | Polémique                  | 60C        | - Trois leçons à Jean-Jacques Rousseau : « une leçon de bonne foi, une leçon de bon sens, et une leçon de modestie. » - Texte sur Wikisource |
| 1756        | Lettre de Monsieur de Voltaire aux éditeurs de la première édition de Genève                                                                                           | Autobiographie             | 45B        | - Présentation faussement modeste des textes inclus dans cette édition, et désaveu de tous ceux qui lui sont attribués et qui n'y figurent pas. - Texte sur ARTFL/Tout Voltaire |
| 1761        | Lettre de Monsieur Formey | Philosophie                | 52         | - Fausse lettre de Johann Formey au sujet de sa querelle avec Boullier à propos de la philosophie de Christian Wolff. - Texte sur ARTFL/Tout Voltaire |
| 1770        | Lettre de Monsieur Hude, échevin d’Amsterdam, écrite en 1620 | Philosophie                | 71C        | - Affirmation du relativisme des institutions qui, étant purement humaines, ne peuvent être associées à un quelconque droit divin. - Texte sur ARTFL/Tout Voltaire |
| 1776        | Lettre du révérend père Polycarpe, prieur des bernardins de Chézery, à M. l’avocat général Séguier                                                                     | Droit                      | 78A        | - Un religieux défend ses droits féodaux. - Texte sur ARTFL/Tout Voltaire |
| 1745        | Lettre du roi à la czarine pour le projet de paix | Politique                  | 28B        | - Lettre écrite en tant qu'historiographe du roi à la demande du ministre des affaires étrangères. - Texte sur ARTFL/Tout Voltaire |
| 1773        | Lettre sur la prétendue comète | Sciences                   | 75A        | - De la crédulité, basée sur une science confuse, et exploitée par quelques-uns. - Texte sur Wikisource |
| 1756        | Lettre sur le Dante | Critique littéraire        | 45B        | - Poème moquant Saint François d'Assise, soi-disant traduit du « salmigondis » qu'est la Divine Comédie. - Texte sur ARTFL/Tout Voltaire |
| 1758        | Lettre sur le Messie | Religion                   | 49A        | Démonstration de la nature politique et non pas religieuse du messianisme juif, ce qui induit la non validité des interprétations chrétiennes des prophéties de l'Ancien Testament justifiant la venue de Jésus-Christ comme Messie. |
| 1740        | Lettre sur les inconvénients attachés à la littérature | Critique littéraire        | 20A        | - « La carrière des lettres, et surtout celle du génie, est plus épineuse que celle de la fortune. Si vous avez le remords d'être médiocre, voilà des remords pour la vie. Si vous réussissez, voilà des ennemis ; vous marchez sur le bord d'un abîme, entre le mépris et la haine. » - Texte sur ARTFL/Tout Voltaire |
| 1767        | Lettre sur les panégyriques, par Irénée Aléthès, professeur en droit dans le canton suisse d’Uri                                                                       | Politique                  | 63B        | - Revue des grands panégyriques de l'histoire, et esquisse de celui de Catherine II, présentée comme allant instaurer dans son empire les principes des Lumières, après avoir pris la défense de Calas et de Sirven. - Texte sur ARTFL/Tout Voltaire |
| 1751        | Lettre sur Mademoiselle de Lenclos | Histoire                   | 32A        | - Anecdotes sur la vie amoureuse de Ninon de Lenclos. - Texte sur ARTFL/Tout Voltaire |
| 1738-1740   | Lettre sur Roger Bacon | Sciences                   | 20A        | - Dépréciation des travaux de Roger Bacon, au bénéfice de ceux de Newton. - Texte sur ARTFL/Tout Voltaire |
| 1772        | Lettre sur un écrit anonyme | Polémique                  | 74A        | - Réponse à Leroy, qui avait accusé Voltaire d'être devenu l'ennemi de tous les gens célèbres, uniquement à cause de leur célébrité. - Texte sur ARTFL/Tout Voltaire |
| 1769        | Lettres à Foucher | Polémique                  | 70B        | - Polémique avec l'abbé Foucher sur Zoroastre et le Sadder. - Texte sur ARTFL/Tout Voltaire |
| 1767        | Lettres à Son Altesse Monseigneur le prince de *** sur Rabelais, et sur d’autres auteurs accusés d’avoir mal parlé de la religion chrétienne                           | Religion                   | 63B        | - Anthologie de la libre pensée et des principaux auteurs ayant critiqué rationnellement la religion chrétienne, démonstration que les accusations d’athéisme à leur égard étaient infondées, et affirmation que la vraie science mène au théisme. - Texte sur ARTFL/Tout Voltaire |
| 1776        | Lettres chinoises, indiennes et tartares | Philosophie                | 77B        | - Réponse aux critiques de Cornelius de Pauw sur le monde chinois, et affirmation, à partir de l'exemple de l'empereur Kien-long et de la sagesse confucéenne, de la supériorité de cette civilisation sur la nôtre. Puis revue du brahmanisme, qui aurait inspiré la théologie biblique. - Texte sur Wikisource |
| 1769        | Lettres d’Amabed (Les) | Conte                      | 70A        | - Si le père Fa tutto a fait enfermer Amabed, c'est moins pour des raisons religieuses que pour avoir à sa merci son épouse Adaté. Mais son sort sera-t-il meilleur lorsqu'un franciscain la sauve des griffes du dominicain pour la faire conduire à Rome ? - Texte sur Wikisource |
| 1771        | Lettres de Memmius à Cicéron | Philosophie                | 72         | - Trois lettres qu'aurait écrit Memmius à Cicéron à propos de Lucrèce, suivies d'un Traité spéculatif portant sur Dieu, l'âme, les devoirs de l'homme et la nécessité des choses. - Texte sur ARTFL/Tout Voltaire |
| 1734        | Lettres philosophiques | Philosophie                | 6A-6C      | - 25 lettres touchant aux sciences, aux arts, à la politique, la philosophie et la religion. - Texte sur ARTFL/Tout Voltaire |
| 1761        | Lettres sur la Nouvelle Héloïse ou Aloïsia de Jean-Jacques Rousseau, citoyen de Genève                                                                                 | Critique littéraire        | 51B        | - Sous un nom fictif, féroce attaque de La Nouvelle Héloïse et de Jean-Jacques Rousseau. - Texte sur ARTFL/Tout Voltaire |
| 1719        | Lettres sur Œdipe | Critique littéraire        | 1A         | - Commentaires del'Œdipe de Sophocle, l'Œdipe de Corneille, et celui de Voltaire. - Texte sur Wikisource |
| 1771        | Lois de Minos (Les) | Théâtre                    | 73         | - Teucer, roi de Crète, lutte contre les magistrats pour faire abolir la coutume des sacrifices humains héritée de l'époque de Minos. - Texte sur Wikisource |
| 1765        | Mandement du révérendissime père en Dieu, Alexis, archevêque de Novogorod-la-Grande                                                                                    | Religion                   | 60B        | - Sous la forme d'une lettre pastorale écrite par un évêque de l'Église d'Orient, réquisitoire contre le pouvoir temporel des papes et l'abus de leur pouvoir spirituel sur les souverains. - Texte sur Wikisource |
| 1745        | Manifeste du Roi de France en faveur du prince Charles-Édouard | Politique                  | 28B        | - Note diplomatique. - Texte sur ARTFL/Tout Voltaire |
| 1768        | Marseillois et le lion (Le) | Poème                      | 66         | - Un Marseillais raisonne avec un lion pour éviter d'être mangé. - Texte sur ARTFL/Tout Voltaire |
| 1749        | Memnon, ou la sagesse humaine | Conte                      | 30B        | - « Memnon conçut un jour le projet insensé d'être parfaitement sage. » - Texte sur Wikisource |
| 1762        | Mémoire de Donat Calas pour son père, sa mère, et son frère | Justice                    | 56B        | - Récit de la mort de Marc-Antoine Calas, du jugement et de l'exécution de Jean Calas. - Texte sur ARTFL/Tout Voltaire |
| 1739        | Mémoire du sieur de Voltaire | Polémique                  | 20A        | - Réponse à un pamphlet anonyme de l'abbé Desfontaines critiquant la Voltairomanie, dont la conséquence serait le renversement du monde moral, du monde littéraire, et du monde physique. Desfontaines attaquait principalement Le Préservatif. - Texte sur ARTFL/Tout Voltaire |
| 1767        | Mémoire présenté au ministère, et qui doit être mis à la tête de la nouvelle édition qu’on prépare du Siècle de Louis XIV                                              | Histoire                   | 65A        | - Accusations contre La Beaumelle, en particulier d'avoir falsifié l'histoire de Louis XIV. - Texte sur ARTFL/Tout Voltaire |
| 1739        | Mémoire sur la satire | Critique littéraire        | 20A        | - « Quelques idées sur la satire, accompagnées de l'histoire récente des injustices, des crimes même, et des malheurs qu'elle a produit de nos jours.» - Texte sur Wikisource |
| 1759        | Mémoire sur le libelle clandestinement imprimé à Lausanne sous le titre de Guerre de Monsieur de Voltaire                                                              | Polémique                  | 49A        | - Réponse à un pamphlet qui attaquait la Réfutation d’un écrit anonyme contre la mémoire de feu Monsieur Joseph Saurin - Texte sur ARTFL/Tout Voltaire |
| 1739        | Mémoire sur un ouvrage de physique de Madame la marquise Du Châtelet                                                                                                   | Sciences                   | 20A        | - Voltaire regrette que l'Académie n'ait pas couronné l'ouvrage de Madame du Châtelet parce qu'il se rapprochait trop des théories de Newton. - Texte sur ARTFL/Tout Voltaire |
| 1758-1760   | Mémoires pour servir à la vie de Monsieur de Voltaire, écrits par lui-même                                                                                             | Autobiographie             | 45C        | - Évocation de vingt-sept ans de vie politique, littéraire, diplomatique et personnelle, de 1733 à 1760. - Texte sur Wikisource |
| 1753        | Mémoires sur La Beaumelle | Autobiographie             | 32B        | - Récit à la première personne des démêlés de Voltaire avec La Baumelle et Maupertuis à la cour de Frédéric II de Prusse. - Texte sur ARTFL/Tout Voltaire |
| 1771        | Méprise d’Arras (La) | Droit                      | 73         | - Défense de François-Joseph Monbailli, accusé à tort d'avoir assassiné sa mère, et attaques du système pénal en vigueur, « longue liste des abus inséparables de la faiblesse humaine qui se sont glissés dans le recueil si immense et souvent si contradictoire de nos lois. » - Texte sur ARTFL/Tout Voltaire |
| 1737        | Mérope, tragédie | Théâtre                    | 17         | - Résumé détaillé - Texte sur Wikisource |
| 1751        | Micromégas | Conte                      | 20C        | - Un géant originaire de la planète Sirius et l'un des minuscules habitants de Saturne visitent la Terre et en tirent quelques conclusions philosophiques. - Texte sur Wikisource |
| 1736        | Mondain (Le) | Poème                      | 16         | - Défense des plaisirs de la vie et du luxe, face à l'austérité prêchée par les théologiens et les moralistes comme Fénelon, dont le Télémaque est explicitement critiqué. - Texte sur Wikisource |
| 1748        | Monde comme il va (Le) | Conte                      | 30B        | - L'ange Ituriel envoie Babouc examiner si Persépolis doit être détruite. « Inexplicables humains, comment pouvez-vous réunir tant de bassesse et de grandeur, tant de vertus et de crimes ? » - Texte sur Wikisource |
| 1731        | Mort de César (La), tragédie | Théâtre                    | 8          | - Brutus, l'un des conjurés de l'assassinat de César, apprend que celui-ci est son père, mais fait passer le sort de la République romaine avant les liens du sang,. - Texte sur ARTFL/Tout Voltaire |
| 1732        | Mort de Mademoiselle Lecouvreur (La) | Poème                      | 5          | - Élégie à la mémoire d'Adrienne Lecouvreur, grande artiste et amie de Voltaire, outré qu'on lui ait refusé, comme à tous les acteurs de l'époque, une sépulture chrétienne. - Texte sur ARTFL/Tout Voltaire |
| 1734        | Mule du pape (La) | Satire en vers             | 9          | - Si, comme le dit l'Évangile selon Saint Mathieu, Jésus-Christ a résisté à la tentation, ce ne fut pas le cas du Pape. - Texte sur Wikisource |
| 1749        | Nanine, ou l’homme sans préjugé | Théâtre                    | 31B        | - Comédie sentimentale inspirée du roman Paméla de Richardson : un noble veut épouser une paysanne, car pour lui seuls comptent le mérite et le goût, plutôt que le rang ou la naissance. - Texte sur Wikisource |
| 1777        | Note sur Vauvenargues et Pascal | Critique littéraire        | 80C        | - La philosophie de Pascal est fière et rude ; celle de Vauvenargues est douce et persuasive. - Texte sur ARTFL/Tout Voltaire |
|             | Notes marginales | Varia                      | 136-145    | La bibliothèque de Voltaire fut acquise après sa mort par Catherine II et est majoritairement stockée en la bibliothèque Nationale de Russie à Saint-Pétersbourg. Sur les quelque 6 800 ouvrages qui la composent, 2 000 présentent les Marginalia (annotations en marge) par le philosophe,. |
| 1770        | Nouvelle Requête au Roi, en son Conseil | Économie                   | 72         | - Suite de la requête Au Roi en son Conseil pour les sujets du Roi qui réclament la liberté de la France contre des moines bénédictins devenus chanoines de Saint-Claude en Franche-Comté. - Texte sur ARTFL/Tout Voltaire |
| 1744        | Nouvelles considérations sur l’histoire | Histoire                   | 28B        | - « Peut-être arrivera-t-il bientôt dans la manière d’écrire l’histoire, ce qui est arrivé dans la physique. Les nouvelles découvertes ont fait proscrire les anciens systèmes. » - Texte sur ARTFL/Tout Voltaire |
| 1766        | Octave et le jeune Pompée, ou le Triumvirat | Théâtre                    | 61B        | - Les triumvirs se partagent le monde romain, proscrivent leurs ennemis, et veulent créer entre eux de nouveaux liens familiaux. Mais Fulvie, qui doit être répudiée par Antoine au profit de la sœur d'Octave, tente de l'assassiner,. - Texte sur ARTFL/Tout Voltaire |
| 1770        | Ode pindarique à propos de la guerre présente en Grèce | Poème                      | 71C        | - Ode de soutien à la Russie et à la Grèce pendant la guerre russo-turque. - Texte sur ARTFL/Tout Voltaire |
| 1759        | Ode sur la mort de son altesse royale Madame la princesse de Bareith suivie de Notes de Monsieur de Morza, sur l’ode précédente                                        | Poème                      | 49B        | - Hommage à Wilhelmine de Bayreuth, sœur de Frédéric II de Prusse ; dans les Notes, longue défense des Philosophes. - Ode : Texte sur ARTFL/Tout Voltaire - Notes : Texte sur ARTFL/Tout Voltaire |
| 1714        | Ode sur le vœu de Louis XIII | Poème                      | 1B         | - Ode présentée au Prix de l'Académie française, consacré à Louis XIII. N'ayant pas remporté le prix, Voltaire critiqua de manière détaillée le poème primé dans une Lettre à monsieur D***, et attaqua le président du jury, La Motte, dans un poème intitulé Le Bourbier. - Texte sur ARTFL/Tout Voltaire |
| 1709        | Ode sur sainte Geneviève | Poème                      | 1B         | - Célébration de la patronne de Paris à l'occasion d'une grande procession extraordinaire pour conjurer la guerre et la famine. - Texte sur ARTFL/Tout Voltaire |
| 1718        | Œdipe | Théâtre                    | 1A         | - Adaptation du thème de Sophocle. Œdipe ne se sent pas coupable et attaque la barbarie des dieux. - Texte sur Wikisource |
| 1761        | Olympie | Théâtre                    | 52         | - « La scène est dans une église, il y a une absolution générale, une confession, une rechute, une religieuse, un évêque [...] tout ce que l'ancienne religion a de plus auguste, tout ce que les plus grands malheurs ont de touchant, les grands crimes de funeste, les passions de déchirant, et la peinture de la vie humaine de plus vrai. » - Texte sur Wikisource |
| 1763        | Omer de Fleury étant entré, ont dit | Satire                     | 57A        | - Satire du réquisitoire d'Omer Joly de Fleury contre la nouvelle technique d'inoculation de la petite vérole, qui avait conduit à son interdiction par le Parlement de Paris. - Texte sur ARTFL/Tout Voltaire |
| 1775        | Oreilles du comte de Chesterfield (Les) | Conte                      | 76         | - Après quelques mésaventures dues à la surdité de son protecteur, le chapelain Goudman se fait philosophe et dialogue sur l’âme, sur Dieu, sur la Nécessité, la Raison, la religion de Tahiti, et l’influence de la constipation sur les événements historiques. - Texte sur Wikisource |
| 1749        | Oreste, tragédie | Théâtre                    | 31A        | - Réécriture nouvelle du mythe d'Oreste. - Texte sur ARTFL/Tout Voltaire |
| 1738        | Originaux (Les) | Théâtre                    | 18A        | - Fanchon aime le chevalier, mais son père l'a promise à un vieil armateur. Sa sœur aime son mari mais n'en est pas aimée. Quelques quiproquos plus tard, tout finira bien. - Texte sur Wikisource |
| 1764        | Origine des métiers (L') | Conte en vers              | 57B        | - « Nos esprits, nos talents, / Nos passions, nos emplois, tout diffère. / L'un eut Vulcain, l'autre Mars pour son père, / L'autre un Satyre ; et bien peu d'entre nous, / Sont descendus du dieu de la lumière. » - Texte sur Wikisource |
| 1755        | Orphelin de la Chine (L') | Théâtre                    | 45A        | - Résumé détaillé. - Texte sur Wikisource |
| 1753-1754   | Paméla [Lettres de M. de Voltaire à Mme Denis, de Berlin] | Autobiographie             | 45C        | Autobiographie fictionnelle sous forme de lettres antidatées à Mme Denis, sa nièce et maîtresse, réécrivant son séjour à la cour de Frédéric II de Prusse et la brouille qui s'ensuivit. |
| 1771        | Pamphlets politiques de 1771 | Politique                  | 73         | Neuf courts textes défendant la réforme de Maupéou, qui avait remodelé les institutions royales au détriment des Parlements. |
| 1740        | Pandore | Théâtre                    | 18C        | - Prométhée et Jupiter se disputent Pandore. Le Destin ordonne qu'elle retourne sur la terre, mais elle ne peut résister à la tentation d'ouvrir la boîte que lui avait remise Némésis. - Texte sur Wikisource |
| 1748        | Panégyrique de Louis XV | Discours                   | 30C        | - Éloge de Louis XV, écrit à un moment où Voltaire était en difficulté à la Cour dans sa charge d'historiographe du roi. - Texte sur ARTFL/Tout Voltaire |
| 1749        | Panégyrique de saint Louis | Discours                   | 31B        | - Discours écrit pour rendre service à l'abbé d'Arty, qui le prononça à l'Académie le 25 août 1749. « Ne pensons pas qu'il y ait une morale pour les citoyens, et une autre pour les souverains. » - Texte sur ARTFL/Tout Voltaire |
| 1761        | Parallèle d’Horace, de Boileau, et de Pope | Critique littéraire        | 52         | - On ne se retrouve jamais dans les ouvrages de Boileau, tandis qu'avec Pope, dont les Épîtres sont supérieures à celles d'Horace, l'homme apprend à se connaître. Mais il y a cent fois plus de mérite à faire une tragédie. - Texte sur ARTFL/Tout Voltaire |
| 1760        | Pauvre Diable (Le) | Poème satirique            | 51A        | - L'histoire d'un pauvre littérateur qui finit portier. « Jadis l'Égypte eut moins de sauterelles / Que l'on ne voit aujourd'hui dans Paris / De malotrus, soi-disant beaux esprits. » Revue de détail de tous ces « malotrus». - Texte sur ARTFL/Tout Voltaire |
| 1772        | Pélopides (Les), ou Atrée et Thyeste, tragédie | Théâtre                    | 72         | - Atrée, pour se venger de son frère Thyeste qui lui a ravi sa femme Érope, assassine leur fils et leur fait boire son sang. - Texte sur ARTFL/Tout Voltaire |
| 1752        | Pensées sur l’administration publique | Politique                  | 32A        | - 47 notes, dont : « La raison, en se perfectionnant, détruit le germe des guerres de religion. C'est l'esprit philosophique qui a banni cette peste du monde » et « La liberté consiste à ne dépendre que des lois. » - Texte de La Voix du sage et du peuple sur ARTFL/Tout Voltaire - Texte des Pensées sur le gouvernement sur ARTFL/Tout Voltaire |
| 1770        | Père Nicodème et Jeannot (Le) | Poème satirique            | 72         | - Opposition de l'Église et de la Philosophie. À l'affirmation du père Nicodème : « Tout chrétien qui raisonne a le cerveau blessé / Bénissons les mortels qui n’ont jamais pensé», Jeannot répond : « Avec discrétion la sage tolérance / D’une éternelle paix nous permet l’espérance. » - Texte sur ARTFL/Tout Voltaire |
| 1762        | Petit avis à un jésuite | Religion                   | 56A        | - Réfutation d'une brochure défendant les Jésuites, dans la période précédant leur expulsion. « Ce n'est pas le tout d'être chassé, mon frère, il faut encore être modeste. » - Texte sur ARTFL/Tout Voltaire |
| 1766        | Petit Commentaire de l’ignorant, sur l’Éloge du dauphin de France, composé par Monsieur Thomas                                                                         | Politique                  | 60C        | - Développement de l'idée du Dauphin Louis de France, telle que rapportée par Antoine Léonard Thomas dans son Éloge : « Ne persécutons point. » - Texte sur Wikisource |
| 1775        | Petit écrit sur l’arrêt du conseil du 13 septembre 1774 | Économie                   | 76         | - Chaude approbation de l'arrêt de Turgot libéralisant le commerce des grains. - Texte sur Wikisource |
| 1766        | Petite Digression [Sur les quinze-vingt ou les aveugles juges des couleurs]                                                                                            | Conte                      | 60B        | - Fable décrivant la tyrannie comme fondée sur l'ignorance et la crédulité. - Texte sur Wikisource |
| 1773        | Philosophe, par Monsieur Du Marsay (Le) | Philosophie                | 75A        | - Abrégé de la définition du Philosophe donnée par Dumarsais. - Texte sur Wikisource |
| 1766        | Philosophe ignorant (Le) | Philosophie                | 62         | - Le philosophe rejette les systèmes, pour se retrouver « possesseur de quatre ou cinq vérités, dégagé d'une centaine d'erreurs, et chargé d'une immense quantité de doutes. » - Texte sur Wikisource |
| 1765        | Philosophie de l’histoire (La) | Histoire                   | 59         | - Lecture philosophique de l'histoire ancienne, réfutant les assertions historique de la Bible, étudiant l'Amérique, l'Inde et la Chine, et insistant sur l'omniprésence du monothéisme. - Texte sur ARTFL/Tout Voltaire |
| 1762        | Pièces originales concernant la mort des sieurs Calas et le jugement rendu à Toulouse                                                                                  | Justice                    | 56B        | - Extrait d'une lettre de la veuve Calas, et lettre de Donat Calas. - Texte sur ARTFL/Tout Voltaire |
| 1760        | Plaidoyer de Ramponeau, prononcé par lui-même devant ses juges | Satire                     | 51A        | - Sous le prétexte d'une affaire judiciaire défrayant la chronique, attaque de Rousseau, qui vient de faire paraître la Lettre à D'Alembert, marquant sa rupture avec les Philosophes. - Texte sur ARTFL/Tout Voltaire |
| 1745        | Poème de Fontenoy (Le) | Histoire                   | 28B        | - Chant de victoire rempli de flatteries envers Louis XV, écrit alors que Voltaire est historiographe du roi. - Texte sur ARTFL/Tout Voltaire |
| 1756        | Poème sur la loi naturelle | Poème                      | 32B        | - Profession de foi en l'existence à la fois d'un Dieu et de la Raison. « Dans le fond de nos cœurs il faut chercher ses traits : / Si Dieu n'est pas dans nous, il n'exista jamais. [...] Sur ce vaste univers un grand voile est jeté ; / Mais dans les profondeurs de cette obscurité, / Si la raison nous luit, qu'avons-nous à nous plaindre ?» - Texte sur Wikisource |
| 1756        | Poème sur le désastre de Lisbonne | Poème                      | 45A        | - Cri d'horreur après le tremblement de terre qui détruisit la ville de Lisbonne, et rejet sans équivoque de la philosophie optimiste. « Vous criez, tout est bien, d'une voix lamentable. / L'univers vous dément, et votre propre cœur / Cent fois de votre esprit a réfuté l'erreur. » - Texte sur Wikisource |
| 1707-1778   | Poésies | Poèmes                     | Tous       | 584 poèmes sur ARTFL/Tout Voltaire |
| 1763-1764   | Pompignonades | Satires                    | 57A        | Série de courts textes moquant Lefranc de Pompignan, l'un des ennemis des Philosophes. |
| 1761        | Pot-pourri | Conte                      | 52         | - Parodie allégorique de la prédication de Jésus et de ses apôtres. - Texte sur Wikisource |
| 1742-1745   | Pourquoi (Les) | Philosophie                | 28B        | - 29 questions sur le progrès et la nature de l'homme. - Texte sur ARTFL/Tout Voltaire |
| 1765        | Précis de la philosophie ancienne | Philosophie                | 60A        | - 25 courts paragraphes centrés sur la notion d'Être suprême. - Texte sur ARTFL/Tout Voltaire |
| 1759        | Précis de l’Ecclésiaste | Religion                   | 49A        | - Paraphrase en vers du livre de L'Ecclésiaste, figurant dans l'Ancien Testament. - Texte sur ARTFL/Tout Voltaire |
| 1759        | Précis du Cantique des cantiques | Religion                   | 49A        | - Paraphrase en vers du Cantique des cantiques, figurant dans l'Ancien Testament. - Texte sur ARTFL/Tout Voltaire |
| 1751-1775   | Précis du siècle de Louis XV | Histoire                   | 29A-29C    | - Panorama de la période 1715-1774, axé en grande partie sur les guerres européennes, et relevant en conclusion à quel point les esprits se sont éclairés pendant ce siècle. - Texte sur Wikisource |
| 1765        | Précis impartial de nos divisions | Politique                  | 60B        | - Tentative de médiation, qui n'aboutira pas, entre les deux parties en conflit au sujet de l'équilibre des pouvoirs pendant les révolutions de Genève. - Texte sur ARTFL/Tout Voltaire |
| 1764        | Préface de Catherine Vadé | Préface                    | 57B        | - Texte composite traitant de la pauvreté des écrivains méconnus, du danger présenté par les cimetières situés dans les villes, et du rôle des prénoms et des Saints patrons chez les chrétiens. - Texte sur ARTFL/Tout Voltaire |
| 1767        | Préface de Monsieur Abauzit | Préface                    | 63A        | - Attaque des ordres religieux, souvent composés de « damnés qui se vengent sur le genre humain des tourments secrets qu'ils éprouvent. » - Texte sur ARTFL/Tout Voltaire |
| 1738        | Préservatif, (Le), ou critique des Observations sur les écrits modernes                                                                                                | Polémique                  | 20C        | - Trente courts chapitres relevant des erreurs de faits ou d'interprétation figurant dans le périodique de l'abbé Desfontaines. - Texte sur Wikisource |
| 1766        | Président de Thou justifié contre les accusations de Monsieur de Buri, auteur d’une Vie de Henri IV (Le)                                                               | Histoire                   | 60C        | - Réfutation point par point des principales critiques historiques adressées par Richard de Bury à l'ouvrage de Jacques-Auguste de Thou consacré à Henri IV, appuyée sur la publication de lettres inédites du roi. - Texte sur Wikisource |
| 1768        | Princesse de Babylone (La) | Conte                      | 66         | - Formosante, princesse de Babylone, partie à la recherche de son bien-aimé Amazan qu'un malentendu a fait fuir, parcourt toute l'Europe et toute l'Asie, observant leurs régimes politiques et leurs religions. - Texte sur Wikisource |
| 1744        | Princesse de Navarre (La), comédie-ballet | Théâtre                    | 28A        | - En 1369, Constance, princesse de Navarre a fui le roi de Castille qui la retenait prisonnière, ainsi que le duc de Foix, ennemi de sa famille. Mais celui-ci est amoureux d'elle, et se déguise en simple soldat pour la séduire. Aimera-t-elle un roturier ? - Texte sur Wikisource |
| 1777        | Prix de la justice et de l’humanité | Droit                      | 80B        | - Contribution au sujet proposé par la Société économique de Berne. - Texte sur ARTFL/Tout Voltaire |
| 1769        | Procès de Claustre. Supplément aux Causes célèbres | Polémique                  | 70A        | - Défense des De Laborde, attaqués en justice par l'abbé Claustre qui, par « ingratitude, hypocrisie, rapacité et impostures», tente de s'approprier les biens de ceux dont il a été le précepteur. - Texte sur ARTFL/Tout Voltaire |
| 1768        | Profession de foi des théistes (La) | Religion                   | 65C        | - Exposé des dogmes du théisme : condamnation de l'athéisme, détestation de la superstition barbare, amour de Dieu et du genre humain. - Texte sur ARTFL/Tout Voltaire |
| 1778        | Projet de dictionnaire présenté à l’Académie | Lexicographie              | 80C        | - Proposition de nouveau plan pour le Dictionnaire de l'Académie française. - Texte sur ARTFL/Tout Voltaire |
| 1768        | Prophétie de la Sorbonne de l’an 1530 (La) | Poème satirique            | 67         | - Critique de la Sorbonne qui, en 1530 s'était fait acheter, avait maudit Henri IV, et accepté la bulle du pape Unigenitus. - Texte sur ARTFL/Tout Voltaire |
| 1740-1747   | Prude (La), ou l’homme au franc procédé, comédie, imitée de l’anglais                                                                                                  | Théâtre                    | 20C        | - L'hypocrite Dorfise, qui se pique de vertu, tente avec son amant Bartolin de s'approprier la fortune de Blanford. Heureusement Adine, déguisée en garçon, déjouera la machination et gagnera l'amour de Blanford. - Texte sur ARTFL/Tout Voltaire |
| 1752-1762   | Pucelle (La) | Poème historique           | 7          | - En 21 chants, satire bouffonne, paillarde et parfois imaginaire de l'épopée de Jeanne d'Arc. - Texte sur Wikisource |
| 1768        | Pyrrhonisme de l’histoire (Le) | Histoire                   | 67         | - Examen de légendes, mythes, rumeurs et affabulations d'historiens, avec un regard détaché : « Je ne veux ni un pyrrhonisme outré ni une crédulité ridicule. » - Texte sur Wikisource |
| 1760        | Quand (Les) | Polémique                  | 51A        | - Réplique cinglante à Le Franc de Pompignan qui, dans son discours de réception à l'Académie française, avait attaqué violemment les Philosophes : « Quand on est à peine homme de lettres, et nullement philosophe, il ne sied pas de dire que notre nation n’a qu’une fausse littérature et une vaine philosophie. » - Texte sur Wikisource |
| 1760        | Quand adressés au Sieur Palissot (Les) | Polémique                  | 51A        | - Attaque de Palissot, auteur d'une pièce critique, les Philosophes. - Texte sur ARTFL/Tout Voltaire |
| 1760        | Qu’est-ce (Les) | Critique littéraire        | 51A        | - Critique de la pièce de Palissot, Les Philosophes. - Texte sur Gallica |
| 1772        | Quelques petites hardiesses de Monsieur Clair, à l’occasion d’un panégyrique de saint Louis                                                                            | Histoire                   | 74B        | - Réévaluation de la place de Saint-Louis dans l'histoire, qui ne sut pas résister à la démence des croisades. - Texte sur ARTFL/Tout Voltaire |
| 1766-1767   | Questions de Zapata (Les) | Religion                   | 62         | - 49 questions faussement naïves sur les contradictions de l’Ancien Testament, et quelques-unes sur celles du Nouveau. - Texte sur ARTFL/Tout Voltaire |
| 1764        | Questions proposées à qui voudra et pourra les résoudre | Philosophie                | 57A        | - Réflexion sur l'instinct et sur l'éventuelle âme des animaux. - Texte sur ARTFL/Tout Voltaire |
| 1770-1772   | Questions sur l’Encyclopédie, par des amateurs | Philosophie                | 37-43      | - 440 articles d'un « encyclopédisme d’inspiration ». - Texte sur ARTFL/Tout Voltaire : A-B - Texte sur ARTFL/Tout Voltaire : C-E - Texte sur ARTFL/Tout Voltaire : F-L - Texte sur ARTFL/Tout Voltaire : M-Z |
| 1765        | Questions sur Platon, et sur quelques autres bagatelles | Philosophie                | 60A        | - Platon, Samuel Clarke, Newton et Locke par rapport à la notion d'intelligence suprême. - Texte sur ARTFL/Tout Voltaire |
| 1772        | Réflexions philosophiques sur le procès de Mademoiselle Camp | Religion                   | 74B        | - Indignation contre l'interdiction des mariages entre catholiques et protestants. - Texte sur ARTFL/Tout Voltaire |
| 1760        | Réflexions pour les sots | Philosophie                | 51A        | - 16 paragraphes rappelant quelques grands principes du combat philosophique. - Texte sur Wikisource |
| 1758        | Réfutation d’un écrit anonyme contre la mémoire de feu Monsieur Joseph Saurin de l’Académie des sciences, examinateur des livres et préposé au Journal des savants     | Polémique                  | 49A        | - Défense de Joseph Saurin, pasteur suisse protestant converti au catholicisme par Bossuet. Accusé de vol et de poèmes blasphématoires, il était comme Voltaire, ennemi de Jean-Baptiste Rousseau. - Texte sur ARTFL/Tout Voltaire |
| 1759        | Relation de la maladie, de la confession, de la mort et de l’apparition du jésuite Berthier                                                                            | Religion                   | 49B        | - Le jésuite Berthier meurt d'une intoxication au Journal de Trévoux. Son confesseur, qui lui refuse l'absolution car il ne sent aucun repentir des pêchés d'avarice et d'orgueil, se révèle être un janséniste, auteur des Nouvelles ecclésiastiques. Berthier le maudit avant de mourir. - Texte sur ARTFL/Tout Voltaire |
| 1768        | Relation de la mort du chevalier de La Barre | Politique                  | 63B        | - Plaidoyer ému en faveur du Chevalier de La Barre, exécuté pour avoir soi-disant profané un crucifix, en même temps qu'était brûlé le Dictionnaire philosophique, qui aurait inspiré son acte. - Texte sur Wikisource |
| 1768        | Relation du bannissement des jésuites de la Chine par l’auteur du Compère Mathieu                                                                                      | Religion                   | 67         | - Un brave jésuite se ridiculise en expliquant à l'Empereur de Chine les principes de la religion catholique, et en avouant catéchiser les esprits qui ne sont point encore pervertis par l’usage dangereux de penser. - Texte sur Wikisource |
| 1760        | Relation du voyage de frère Garassise, neveu de frère Garasse, successeur de frère Berthier ; et ce qui s’ensuit, en attendant ce qui s’ensuivra                       | Religion                   | 49B        | - L'humble Garassise, neveu du célèbre Garasse, revient de mission au Portugal. Il en rapporte une relique, le couteau que se passent les jésuites de génération en génération ; ainsi que des documents relatant la manière dont ils avaient excité une sédition au Brésil, attenté à la vie du roi du Portugal, et comment ils en ont été chassés. Pour prix de ces efforts, Garassise se fait nommer au Journal de Trévoux. - Texte sur ARTFL/Tout Voltaire                   |
| 1745        | Relation touchant un maure blanc, amené d’Afrique à Paris en 1744 | Philosophie                | 28B        | - Petite méditation sur les races humaines. « Si nous pensons valoir beaucoup mieux qu’eux, nous nous trompons lourdement. » - Texte sur ARTFL/Tout Voltaire |
| 1740 ?      | Remarques sur deux épîtres d’Helvétius | Critique littéraire        | 18C        | - Corrections ligne par ligne des textes d'Helvétius. - Texte sur Wikisource. |
| 1742        | Remarques sur l’histoire | Histoire                   | 28B        | - Critique des fables et invraisemblances des historiens, en particulier de Rollin. - Texte sur ARTFL/Tout Voltaire |
| 1750        | Remerciement sincère à un homme charitable | Politique                  | 32A        | - Défense de L'Esprit des lois de Montesquieu, attaqué par le journal janséniste les Nouvelles ecclésiastiques. - Texte sur ARTFL/Tout Voltaire |
| 1768        | Remontrances du corps des pasteurs du Gévaudan, à Antoine Jean Rustan, pasteur suisse à Londres                                                                        | Religion                   | 65C        | - Remarques ironiques à Antoine Jacques Roustan pour son État présent du christianisme, en particulier quant à la définition du théisme. - Texte sur ARTFL/Tout Voltaire |
| 1745        | Représentations aux États-Généraux de Hollande | Politique                  | 28B        | - Note diplomatique. - Texte sur ARTFL/Tout Voltaire |
| 1769        | Requête à tous les magistrats du royaume. Composée par trois avocats d’un Parlement                                                                                    | Économie                   | 71C        | - Indignation contre les interdits alimentaires – œufs et fromage – imposés par l'Église dans certaines régions pendant le carême ; critique de la surabondance des fêtes religieuses chômées, improductives et non payées. - Texte sur ARTFL/Tout Voltaire |
| 1775        | Requête au roi, pour les serfs de Saint-Claude, etc. | Économie                   | 77B        | - Requête pour l'abolition de la mainmorte. - Texte sur ARTFL/Tout Voltaire |
| 1761        | Rescrit de l’empereur de la Chine | Politique                  | 51B        | - Satire de l'Extrait du projet de paix perpétuelle de Rousseau : « Nos plénipotentiaires enjoindront à tous les souverains de n'avoir jamais aucune querelle, sous peine d'une brochure de Jean-Jacques pour la première fois, et du ban de l'univers pour la seconde. » - Texte sur ARTFL/Tout Voltaire |
| 1750        | Résumé historique et critique de ce qu’on a écrit pour et contre l’authenticité du Testament politique                                                                 | Histoire                   | 32A        | - Critique de l'authenticité du Testament politique du cardinal de Richelieu, paru en 1688,. - Texte sur ARTFL/Tout Voltaire |
| 1749-1752   | Rome sauvée, ou Catilina, tragédie | Théâtre                    | 31A        | - Histoire de la conjuration de Catilina déjouée par Cicéron en 63 avant Jésus-Christ,. - Texte sur Wikisource |
| 1760        | Russe à Paris (Le). Notes sur Le Russe à Paris | Poème satirique            | 51A        | - En réponse à la pièce Les Philosophes de Palissot, éreintement des membres du parti adverse, tous nommément désignés : « Ces oiseaux de la nuit rassemblés dans leur trou, / Exhalent les poisons de leur orgueil jaloux ; / Poursuivons, disent-ils, tout citoyen qui pense. » - Texte sur ARTFL/Tout Voltaire |
| 1733-1736   | Samson | Livret d'opéra biblique    | 18C        | - Adaptation libre de l'épisode biblique de Samson, Dalila et les Philistins. - Texte sur Wikisource |
| 1762        | Saül, drame | Théâtre                    | 56A        | - En 5 actes et en 5 lieux, 80 ans d'histoire biblique, depuis la victoire de Saül contre les Amalécites jusqu'à la mort de David. - Texte sur ARTFL/Tout Voltaire |
| 1767        | Scythes (Les) | Théâtre                    | 61B        | - Sozame, ancien général perse, réfugié en Scythie, va donner sa fille Obéide en mariage à Indatire. Athamare, le prince perse qu'elle n'a jamais cessé d'aimer veut la reprendre, mais meurt dans un duel avec Indatire. Les coutumes scythes prescrivent qu'Obéide donne la mort à Athamare. - Texte sur ARTFL/Tout Voltaire |
| 1763        | Seconde Lettre du quaker | Religion                   | 57A        | - Continuation de la polémique d'exégèse biblique avec Jean-Georges Lefranc de Pompignan. - Texte sur ARTFL/Tout Voltaire |
| 1748        | Sémiramis, tragédie | Théâtre                    | 30A        | - Le fantôme de Ninus, son mari qu'elle avait assassiné, interdit à Sémiramis, reine de Babylone, de se remarier avec Arzace, qui est en fait son frère. Dans l'obscurité de la tombe de Ninus, Arzace poignarde Sémiramis, qu'il avait pris pour Assur, lequel voulait renverser le trône à son profit. - Texte sur ARTFL/Tout Voltaire |
| 1774        | Sentiment d’un académicien de Lyon sur quelques endroits des Commentaires de Corneille                                                                                 | Critique littéraire        | 76         | - Réponse aux Lettres de Clément, qui mettaient en cause la méthode d'analyse littéraire de Voltaire, ainsi que sa personne. - Texte sur Wikisource |
| 1764        | Sentiment des citoyens | Polémique                  | 58         | - Virulente dénonciation de la personne de Jean-Jacques Rousseau, « dément devenu furieux, bouffon, blasphémateur, apostat, débauché qui a abandonné ses enfants. » - Texte sur Wikisource |
| 1765        | Sentiment des jurisconsultes, Le Préservatif | Polémique                  | 60B        | - Arguments complémentaires au Sentiment des citoyens pour criminaliser Rousseau. - Texte sur ARTFL/Tout Voltaire |
| 1752        | Sermon des cinquante | Religion                   | 49A        | - Première attaque directe contre les traditions juive et chrétienne, et proclamation d'une religion naturelle déiste. - Texte sur Wikisource |
| 1771        | Sermon du papa Nicolas Charisteski | Politique                  | 73         | - Appel aux confédérés de Bar à cesser leurs querelles avec les autres chrétiens et à rompre leur alliance avec les turcs, au bénéfice de Catherine II, qui soutient l'église catholique et a signé des lois sur la tolérance. - Texte sur ARTFL/Tout Voltaire |
| 1761        | Sermon du rabon Akib | Religion                   | 52         | - « Que chacun serve Dieu dans la religion où il est né, sans vouloir arracher le cœur à son voisin par des disputes où personne ne s'entend. Que chacun serve son prince et sa patrie, sans jamais employer le prétexte d'obéir à Dieu pour désobéir aux lois. » - Texte sur ARTFL/Tout Voltaire |
| 1768        | Sermon prêché à Bâle, le premier jour de l’an 1768 (Le). Par Josias Rossette, ministre du saint Évangile                                                               | Religion                   | 67         | - Louanges à Catherine II et à Stanislas Poniatowski pour la tolérance mise en œuvre dans leurs États ; dénonciation du « joug papiste » ; exaltation du « bonheur inestimable de vivre sans maître, de ne jamais dépendre du caprice d'un seul homme, de n'être soumis qu'aux lois. » - Texte sur ARTFL/Tout Voltaire |
| 1751        | Siècle de Louis XIV (Le) | Histoire                   | 11A-13D    | - « Ce n’est pas seulement la vie de Louis XIV qu’on prétend écrire ; on se propose un plus grand objet. On veut essayer de peindre à la postérité, non les actions d’un seul homme, mais l’esprit des hommes dans le siècle le plus éclairé qui fut jamais. » - Texte sur Wikisource - Catalogue des écrivains français sur Wikisource |
| 1768        | Singularités de la nature (Les) | Sciences                   | 65B        | - Examen « de plusieurs objets de notre curiosité avec la défense qu'on doit avoir de tout système, jusqu'à ce qu'il soit démontré aux yeux ou à la raison. » - Texte sur ARTFL/Tout Voltaire |
| 1759        | Socrate | Théâtre                    | 49B        | - Socrate refuse la main de sa fille à Anitus, prêtre de Cérès. Pour se venger, celui-ci le calomnie et le fait calomnier. Au tribunal, Socrate plaide en faveur d'une religion déiste, morale, et détachée de toute superstition. - Texte sur Wikisource |
| 1740        | Sommaire des droits de sa majesté le roi de Prusse sur Herstall | Politique                  | 20A        | - Prise de position en faveur de Frédéric II de Prusse dans le litige concernant Herstal, dans la banlieue de Liège. - Texte sur Wikisource |
| 1776        | Songe-creux (Le) | Conte en vers              | 77B        | - L'Enfer et le Paradis sont en fait le royaume du Néant. - Texte sur Wikisource |
| 1737        | Songe de Platon | Conte                      | 17         | - Démogorgon, l'un des assistants du Démiurge qui a créé la structure de l'univers, était responsable de la Terre, prétendait avoir fait un chef-d’œuvre, et fut fort étonné de ne recevoir que des huées de la part de ses confrères. - Texte sur Wikisource |
| 1769        | Sophonisbe, tragédie de Mairet, réparée à neuf | Théâtre                    | 71B        | - Sophonisbe, fille du général carthaginois Asdrubal est mariée au roi Syphax de Numidie, qui meurt dans une bataille contre son ancien fiancé Massinisse, allié aux Romains. Massinisse veut épouser Sophonisbe, mais Scipion décide de l'envoyer à Rome avec les vaincus. Tous les deux préfèrent mourir,. - Texte sur ARTFL/Tout Voltaire |
| 1728        | Sottise des deux parts | Religion                   | 3A         | - Sur les hérésies et la légitimité des controverses théologiques. - Texte sur Wikisource |
| 1770        | Souvenirs de Madame de Caylus (Les) | Histoire                   | 71A        | - Dans le cadre d'une polémique avec La Baumelle sur Madame de Maintenon, édition commentée des Souvenirs de sa nièce, Madame de Caylus. - Texte sur ARTFL/Tout Voltaire |
| 1753        | Supplément au Siècle de Louis XIV | Histoire                   | 32C        | - Réfutation des critiques faites par La Beaumelle au Le Siècle de Louis XIV. - Texte sur Wikisource |
| 1764        | Supplément du Discours aux Welches | Polémique                  | 57B        | - Atténuation du Discours aux Welches : « On devrait donner le nom de Francs aux pillards, le nom de Welches aux pillés et aux sots, et celui de Français à tous les gens aimables. » - Texte sur Wikisource |
| 1771        | Supplique des serfs de Saint-Claude à Monsieur le chancelier | Économie                   | 73         | - Douze mille sujets du roi peuvent être serfs des bénédictins chanoines de Saint-Claude ? - Texte sur ARTFL/Tout Voltaire |
| 1765        | Sur ce qu'on m'a écrit que pendant la maladie du dauphin plusieurs citoyens de Paris s'étaient mis à genoux un cierge à la main devant la statue équestre de Henri IV  | Poème                      | 60A        | - À l'occasion de la mort du Dauphin, père de Louis XVI, Voltaire déclare préférer Henri IV à Sainte Geneviève. - Texte sur ARTFL/Tout Voltaire |
| 1742        | Sur ce qu’on ne fait pas, et sur ce qu’on pourrait faire | Politique                  | 28B        | - De l’utilité des grands travaux financés par l’impôt, en particulier pour embellir Paris. - Texte sur ARTFL/Tout Voltaire |
| 1748        | Sur L'Anti-Lucrèce de Monsieur le cardinal de Polignac | Critique littéraire        | 30C        | - Critique de l'ouvrage en vers latins de Polignac, une opposition à Lucrèce, qui défendait Descartes contre Newton. - Texte sur ARTFL/Tout Voltaire |
| 1744        | Sur l'esprit | Critique littéraire        | 28B        | - L’esprit ne convient qu’aux petits ouvrages de pur agrément. - Texte sur ARTFL/Tout Voltaire |
| 1745        | Sur la fable | Critique littéraire        | 28B        | - « L'histoire nous apprend ce que sont les humains / La fable ce qu'ils doivent être. » - Texte sur ARTFL/Tout Voltaire |
| 1745        | Sur la police des spectacles | Polémique                  | 28A        | - Contre la censure ecclésiastique et l'excommunication des comédiens par l'Église gallicane. - Texte sur ARTFL/Tout Voltaire |
| 1756        | Sur le paradoxe que les sciences ont nui aux mœurs [Timon] | Philosophie                | 45B        | - Moquerie de ceux qui estiment que « ce n’est qu’à force d’esprit et de culture qu’on peut devenir méchant. Vivent les sots pour être honnêtes gens ! » - Texte sur ARTFL/Tout Voltaire |
| ?           | Sur le Pentateuque | Religion                   | 84         | - Brouillon sur le Pentateuque, sa datation, et le fait qu'il n'évoque pas l'immortalité de l'âme. - Texte sur ARTFL/Tout Voltaire |
|             | Fragments divers | Varia                      | 84         | Compilation de notes manuscrites et fragments divers, des miscellanées non datées sur plusieurs sujets. Avec des fragments supplémentaires des carnets |
| 1742        | Sur le théisme | Religion                   | 28B        | - Réflexion : le théisme est-il une religion ? - Texte sur ARTFL/Tout Voltaire |
| 1742        | Sur les contradictions de ce monde | Philosophie                | 28B        | - Nos usages sont presque toujours en contradiction avec nos lois. - Texte sur ARTFL/Tout Voltaire |
| 1744        | Sur les événements de l’année 1744. Discours en vers | Histoire                   | 28B        | - Trois épisodes de la guerre de succession d'Autriche. - Texte sur ARTFL/Tout Voltaire |
| ?           | Sur les Juifs | Religion                   | 84         | - Brouillon sur la « horde juive » et ses lois écrites. - Texte sur ARTFL/Tout Voltaire |
| 1738        | Sur Messieurs Jean Law, Melon et Dutot | Économie                   | 32B        | - Discussion des ouvrages de Nicolas Dutot et de Jean-François Melon à propos du Système de Law. - Texte sur Wikisource |
| 1772        | Systèmes (Les) | Poème                      | 74B        | - Selon l'usage des Académies, Dieu promet un prix à celui qui saura le mieux le définir. Tous les philosophes se bousculent, mais Dieu ne fait qu'en rire. - Texte sur ARTFL/Tout Voltaire |
| 1770        | Système vraisemblable (Le) | Philosophie                | 71C        | - Premier jet du début d'un ouvrage abandonné, conçu comme une réponse au Système de la nature, du baron d'Holbach. - Texte sur ARTFL/Tout Voltaire |
| 1773        | Tactique (La) | Poème                      | 75A        | - De l'horreur de la guerre et de son utilité pour maintenir la paix. - Texte sur ARTFL/Tout Voltaire |
| 1759        | Tancrède | Théâtre                    | 49B        | - En 1005, à Syracuse, Aménaïde, fille d'Argire, est fiancée à Orbassan, mais elle aime Tancrède. Une de ses lettres est interceptée et déclarée faussement destinée au sarrasin Solamir. Croyant qu'elle l'a trahi, Tancrède cherche la mort dans un combat contre Solamir. Tous deux meurent, ainsi qu'Aménaïde, qui a cependant eu le temps de persuader Tancrède de son innocence. - Texte sur ARTFL/Tout Voltaire                                                           |
| 1733        | Tanis et Zélide, ou les rois pasteurs | Théâtre                    | 18C        | - Les Mages ont détrôné l’ancienne dynastie des rois d’Égypte, et Zélide, fille du dernier, s’est retirée auprès des pasteurs égyptiens, devenus soldats pour la défendre, sous les ordres du pasteur Tanis, son amant, et d’un guerrier nommé Phanor, rival de Tanis. Phanor enlève Zélide, la livre aux Mages et demande sa main. Mais les Mages avaient décidé de la sacrifier. - Texte sur ARTFL/Tout Voltaire                                                               |
| 1772        | Taureau blanc (Le) | Conte de critique biblique | 74A        | - La princesse Amaside devait épouser Nabuchodonosor, mais celui-ci a été changé en bœuf. Son père va lui couper la tête parce qu'elle a prononcé son nom. Mais le sage Mambrès et le Serpent de la création veillent. - Texte sur Wikisource |
| 1732        | Temple de l’amitié (Le), allégorie | Poème                      | 9          | - Aucun candidat ne fut jugé digne du Prix de l'amitié, « Et la déesse, en tous lieux célébrée, / Jamais connue, et toujours désirée, / Gela de froid sur ses tristes autels. / J'en suis fâché pour les pauvres mortels. » - Texte sur ARTFL/Tout Voltaire |
| 1745        | Temple de la gloire (Le) | Théâtre                    | 28A        | - Apollon et les Muses bannissent l'Envie du Temple de la gloire, en même temps que Belus, sanguinaire assoiffé de sang, et Bacchus, hédoniste agressif. Seul Trajan sera jugé digne de cet honneur. - Texte sur ARTFL/Tout Voltaire |
| 1733        | Temple du goût (Le) | Poème                      | 9          | - Revue critique et détaillée de tous les arts et de tous les artistes du temps. - Texte sur ARTFL/Tout Voltaire |
| 1775        | Temps présent (Le) | Économie                   | 77B        | - Célébration en vers de la suppression par Turgot de la corvée royale (qui sera rétablie après sa chute). - Texte sur ARTFL/Tout Voltaire |
| 1762        | Testament de Jean Meslier | Religion                   | 56A        | - Version remaniée du plaidoyer athée de Jean Meslier. Un brave curé de campagne, qui s'en est retenu toute sa vie, démontre à ses paroissiens la fausseté des religions humaines et surtout du christianisme. Il en appelle à une religion naturelle « qui nous apprend à ne rien faire à autrui, que ce que nous voudrions être fait à nous-mêmes. » - Texte sur Wikisource |
| 1767-1776   | Textes sur le pays de Gex | Économie                   | 77A-77B    | Textes concernant le projet de retirer le pays de Gex, où se situait Ferney, du périmètre de compétences des fermiers généraux, avec comme conséquence de profondes transformation du commerce du blé et du sel, ainsi que du mode de perception des droits indirects tels que la gabelle. |
| 1764        | Thélème et Macare | Conte en vers              | 57B        | - Quand on se vante d'avoir le bonheur (Macare), on en est privé par l'envie (Thélème) : pour le garder il faut savoir se cacher, et cacher sa vie. - Texte sur Wikisource |
| 1743        | Thérèse | Fragment théâtral          | 28A        | - Trois scènes d'une pièce que son ami D'Argental supplia Voltaire d'abandonner : « Je la trouve indigne de vous, et par le genre et l'exécution. » - Texte sur ARTFL/Tout Voltaire |
| 1771        | Tocsin des rois (Le) | Politique                  | 73         | - Œuvre de commande de Catherine II pour attaquer les Turcs en guerre avec la Russie, à la suite de l'attentat contre le roi de Pologne Stanislas II. - Texte sur ARTFL/Tout Voltaire |
| 1752        | Tombeau de la Sorbonne (Le) | Polémique                  | 32B        | - Critique des errements de la Sorbonne qui, après avoir couronné la thèse de l'abbé de Prades, la condamna avec obligation de rétractation, puis la censura. - Texte sur ARTFL/Tout Voltaire |
| 1769        | Tout en Dieu | Religion                   | 70B        | - Méditation sur l'Être suprême : « Il résulte, ce me semble, de toutes ces idées, qu’il y a un Être suprême, éternel, intelligent, d’où découlent en tout temps tous les êtres, et toutes les manières d’être dans l’étendue. » - Texte sur Wikisource |
| 1768        | Traduction de l’Homélie du pasteur Bourn, prêchée à Londres le jour de la Pentecôte 1768                                                                               | Religion                   | 65C        | - Seul le message du christianisme primitif : « Tu aimeras Dieu et ton prochain » représente le christianisme véritable. Tous les dogmes postérieurs, et toutes les disputes théologiques n'ont fait qu'ouvrir des gouffres épouvantables de crimes et de calamités. - Texte sur ARTFL/Tout Voltaire |
| 1770        | Traduction du poème de Jean Plokof, conseiller de Holstein sur les affaires présentes                                                                                  | Politique                  | 71C        | - Soutien à Catherine II dans sa guerre contre les turcs. - Texte sur ARTFL/Tout Voltaire |
| 1734        | Traité de métaphysique | Philosophie                | 14         | - Méditations sur la nature de l'homme, les différentes opinions concernant celle de Dieu, la provenance des idées, le concept d'âme et son éventuelle immortalité, la définition de la liberté, de la vertu et du vice. - Texte sur Wikisource |
| 1762        | Traité sur la tolérance à l’occasion de la mort de Jean Calas | Philosophie                | 56C        | - Résumé de l'affaire Calas et histoire de l'intolérance, ennemie du bien physique et moral de la société. - Texte sur Wikisource |
| 1768        | Trois Empereurs en Sorbonne (Les) | Poème satirique            | 67         | - Trajan, Titus et Marc-Aurèle, en visite à Paris, s'aperçoivent que la Sorbonne ressemble aux Petites-Maisons. - Texte sur ARTFL/Tout Voltaire |
| 1764        | Trois Manières (Les) | Conte en vers              | 57B        | - Évocation des trois manières de parler de son amour : naïve, comique, ou mélancolique, appuyée tout entière sur des références aux héros de l'antiquité grecque. - Texte sur Wikisource |
| 1776        | Un chrétien contre six Juifs | Religion                   | 79B        | - En réponse aux ouvrages de Guéménée et de Nonnotte, revue des contradictions et les incohérences de l'Ancien Testament. - Texte sur Wikisource |
| 1761        | Un sauvage et un bachelier | Dialogue satirique         | 49A        | - Dans le contexte du Discours sur l'origine et le fondement de l'inégalité parmi les hommes, de Jean-Jacques Rousseau, discussion sur le Bon sauvage et les sociétés soi-disant primitives. - Texte sur ARTFL/Tout Voltaire |
| 1736        | Utile examen des trois dernières épîtres du Sieur Rousseau | Critique littéraire        | 16         | - Critique littéraire des Épitres nouvelles du Sr Rousseau. - Texte sur ARTFL/Tout Voltaire |
| 1760        | Vanité (La) | Poème satirique            | 51A        | - Critique de Lefranc de Pompignan : « Et l'ami Tonsignan pense être quelque chose. » - Texte sur ARTFL/Tout Voltaire |
| 1734        | Vie de Molière (La) | Critique littéraire        | 9          | - Biographie centrée sur le statut de l'homme de théâtre, suivie d'une revue commentée de chacune des pièces de Molière. - Texte sur Wikisource |
| 1738        | Vie de Monsieur Jean-Baptiste Rousseau | Critique littéraire        | 18A        | - Biographie satirique et médisante de Jean-Baptiste Rousseau. - Texte sur Wikisource |
| 1749        | Vie de Paris et de Versailles (La) | Poème                      | 31B        | - Critique de la société parisienne et de l'obséquiosité de la Cour, avec une conclusion anticléricale. - Texte sur ARTFL/Tout Voltaire |
| 1765        | Vœux (Les) | Religion                   | 60A        | - Des effets néfastes de l'entrée dans les ordres monastiques. - Texte sur ARTFL/Tout Voltaire |
| 1772        | Voix du curé sur le procès des serfs du Mont-Jura (La) | Économie                   | 74B        | - Un brave curé s'indigne de l'injustice de la mainmorte pour ses paroissiens. - Texte sur ARTFL/Tout Voltaire |
| 1750        | Voix du sage et du peuple (La) | Politique                  | 32A        | - « Le prince doit être maître absolu de toute police ecclésiastique, sans aucune restriction. […] Plus il y aura de philosophes, plus les fous seront à portée d'être guéris. » - Texte sur ARTFL/Tout Voltaire |
| 1747        | Zadig, ou la destinée | Conte                      | 30B        | - « Il n'y a point de hasard, tout est épreuve, ou punition, ou récompense, ou prévoyance. » - Texte sur Wikisource |
| 1732        | Zaïre, tragédie | Théâtre                    | 8          | - Comme Nérestan, Zaîre a été capturée enfant par le sultan Orosmane, qui en est maintenant amoureux. Quand une rançon est versée pour ses captifs, il refuse de la libérer et va l’épouser. Le plus vieux des prisonniers, Lusignan, reconnaît en Nérestan et Zaïre ses enfants qu’il croyait morts. Nérestan fixe un rendez-vous à Zaïre pour qu’elle soit baptisée avant son mariage, mais Orosmane, se croyant trahi, la tue, avant de se poignarder. - Texte sur Wikisource |
| 1740-1761   | Zulime, tragédie | Théâtre                    | 18B        | - Au royaume de Trémizène, sur le bord de la mer d'Afrique, le shérif Bénassar est en guerre avec les Maures, qui exigent que leur soient livrés les esclaves espagnols. L'un d'eux, Ramire, est marié secrètement avec Atide, mais est aimée de la princesse Zulide. Quand Bénassar meurt au combat, Zulide jure de le venger, mais il s'avère que c'est Ramire qui a causé involontairement sa mort. - Texte sur ARTFL/Tout Voltaire                                           |